# Davide
Davide o David (in ebraico דָּוִד בֶּן יִשַׁי‎?, David ben Yishay; Betlemme, 1040 a.C. circa – Gerusalemme, 970 a.C. circa) figlio di Iesse, è stato il secondo Re di Giudea durante la prima metà del X secolo a.C.
Le sue vicende, risalenti all'epoca ebraica, sono raccontate nel Primo e nel Secondo libro di Samuele, nel Primo libro dei Re e nel Primo libro delle Cronache.
Valoroso guerriero, musicista e poeta, accreditato dalla tradizione quale autore di molti Salmi, Davide viene descritto nella Bibbia come un personalità dal carattere complesso, capace al contempo di grandi crudeltà e generosità, dotato di spregiudicatezza politica e umana, ma al tempo stesso in grado di riconoscere i propri limiti ed errori.
La vita di Davide è di particolare importanza nelle tre religioni abramitiche: ebraismo, cristianesimo e islam. Nell'ebraismo, Davide, della tribù di Giuda, è il re di Israele e da lui discenderà il Messia. Nel cristianesimo, da Davide discende Giuseppe, padre putativo di Gesù. Nell'islam, Davide è considerato un profeta.
È venerato come santo dalla Chiesa cattolica.

## Il racconto biblico

### Davide il prescelto

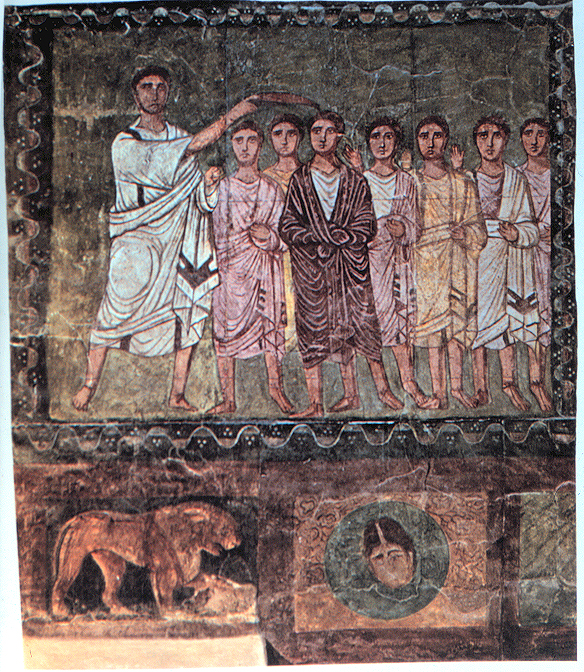
Samuele unge Davide (Doura Europos, Siria).

Dio revocò la sua predilezione per Saul, re di Israele, a causa del suo rifiuto di sterminare gli Amaleciti e tutto ciò che apparteneva loro.
Egli mandò quindi il profeta Samuele a Betlemme a cercare un nuovo re di Israele tra i figli di Iesse. Quest'ultimo fece passare sette dei suoi figli davanti a Samuele, ma nessuno di loro era il prescelto. Allora Samuele gli chiese se ne avesse altri e Iesse rispose che il più giovane, Davide, fulvo di capelli e di bell'aspetto, era al pascolo con le pecore.
Quando gli fu portato davanti, Dio disse a Samuele: «Alzati, ungilo, perché è lui».
Intanto, dopo essere stato ripudiato da Dio, uno spirito cattivo era entrato in Saul, tormentandolo. Uno dei suoi servi gli suggerì di far venire un citarista, Davide, che con il suono della sua cetra avrebbe lenito le sue sofferenze. Saul si affezionò a Davide, facendolo diventare suo scudiero. Ogni volta che lo spirito cattivo veniva da Saul, Davide suonava la cetra, lo calmava e lo spirito maligno si allontanava.

### Davide e Golia

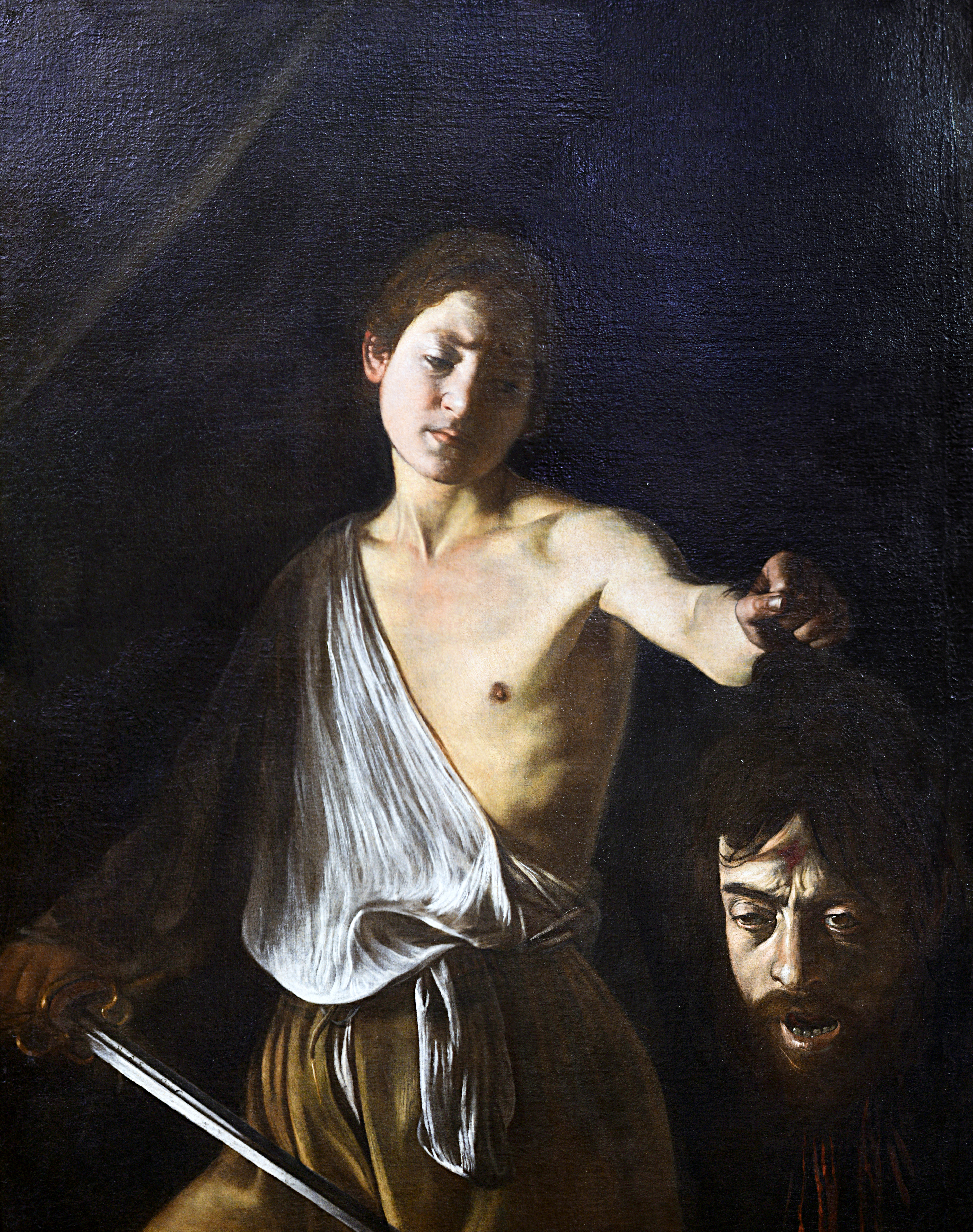
Davide con la testa di Golia di Caravaggio (1610) (Galleria Borghese, Roma).

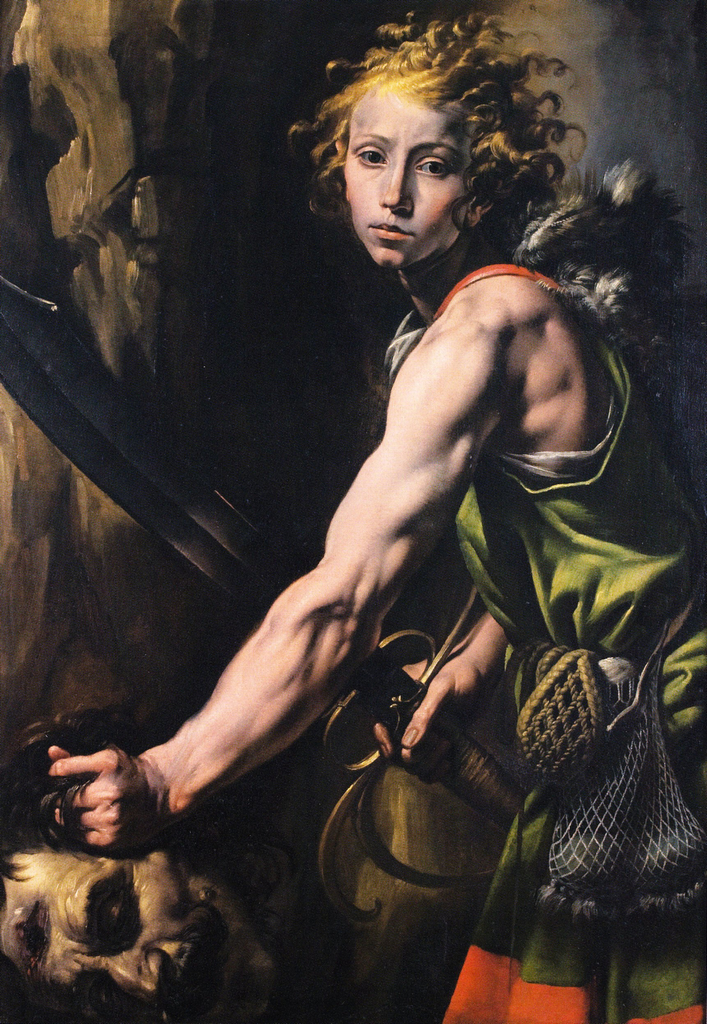
Tanzio da Varallo, Davide e Golia, ca. 1625, Pinacoteca civica, Varallo.

L'episodio biblico più famoso riguardante Davide, secondo quanto riportato nel Primo libro di Samuele, è quello dello scontro con Golia, il gigante filisteo che terrorizzava e insolentiva gli ebrei, sfidandoli a duello.
Gli ebrei, accampati nella valle del Terebinto e guidati dal loro re, Saul, erano in guerra con i filistei, i quali annoveravano tra le loro file uno spaventoso gigante (alto sei cubiti e un palmo) di nome Golia, armato con una corazza del peso di 5 000 sicli.

Per quaranta giorni, Golia sfidò l'esercito di Israele, nell'attesa che quest'ultimo scegliesse chi tra loro doveva affrontarlo: il vincitore avrebbe permesso al suo popolo di sottomettere quello del perdente.
A Davide fu chiesto dal padre di recarsi dai fratelli che si trovavano nell'accampamento, per portare del cibo e informarsi delle loro condizioni. Mentre si trovava nell'accampamento, Davide ascoltò l'ennesima sfida di Golia e si offrì, davanti a Saul, di affrontarlo, raccontando che era stato in grado di uccidere orsi e leoni per difendere il suo gregge. Saul lo vestì con la sua stessa armatura ma Davide, fatti pochi passi, se la tolse non riuscendo a muoversi, e si diresse verso il campo di battaglia con la sua frombola e con cinque pietre lisce che aveva raccolto da un torrente. Golia, vedendo che si trattava di un ragazzo, lo derise. Ma Davide, presa una delle pietre che aveva con sé, la scagliò con la frombola, colpendo il gigante in piena fronte e facendolo crollare a terra morto. Davide si precipitò verso di lui e lo decapitò, utilizzando la spada dello stesso Golia. I filistei si diedero alla fuga ma vennero inseguiti e decimati dagli israeliti.
La vittoria rese Davide famoso presso gli ebrei e gli valse l'amicizia di Gionata, figlio del re Saul. Successivamente Davide avrebbe sposato la figlia del re, Mikal.
Il Secondo libro di Samuele, seguendo una diversa tradizione, «situa a Gob (Guibbetôn?) la vittoria riportata su Golia da un prode di Davide, chiamato Elcanan», e gli esegeti dell'interconfessionale Bibbia TOB ritengono quindi «che si sia voluto identificare con Golia di Gat, vittima di Elcanan, un filisteo anonimo abbattuto da Davide in un combattimento singolo. Oppure si è attribuita a Davide, amplificandola, la prodezza compiuta da Elcanan»

### Davide e Mikal

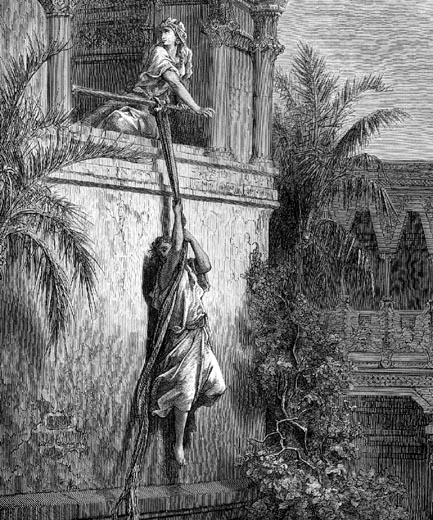
Gustave Doré, Mikal aiuta Davide a fuggire (1865).

Saul, sempre più irritato per la crescente fama di Davide, decise di dargli in sposa la figlia Mikal a patto che uccidesse cento filistei: così facendo pensava che egli sarebbe andato incontro a morte sicura. Ma Davide superò la prova e prese in sposa Mikal.
Dopo un'altra grande vittoria di Davide contro i filistei, Saul decise di ucciderlo: Mikal lo aiutò a fuggire, facendolo calare da una finestra e mettendo un idolo nel letto per fare finta che egli, malato, stesse riposando.
Mentre era in fuga, Saul diede Mikal in sposa a Pati, figlio di Lais.
Nel frattempo Davide ebbe altre due mogli: Abigail e Achinoam.
Successivamente, mentre a sud Davide regnava sulla Giudea e a nord Is-Bàal, fratello di Mikal e figlio di Saul, regnava sulle tribù di Israele, Davide chiese che Mikal tornasse da lui, in segno di alleanza tra i due regni: Is-Bàal acconsentì.
Qualche tempo dopo che era tornata, Mikal lo criticò perché lui aveva ballato parzialmente nudo durante una processione religiosa, mentre portava l'Arca dell'Alleanza a Gerusalemme appena conquistata. Mikal morì senza aver avuto figli con Davide.

### Davide e Saul

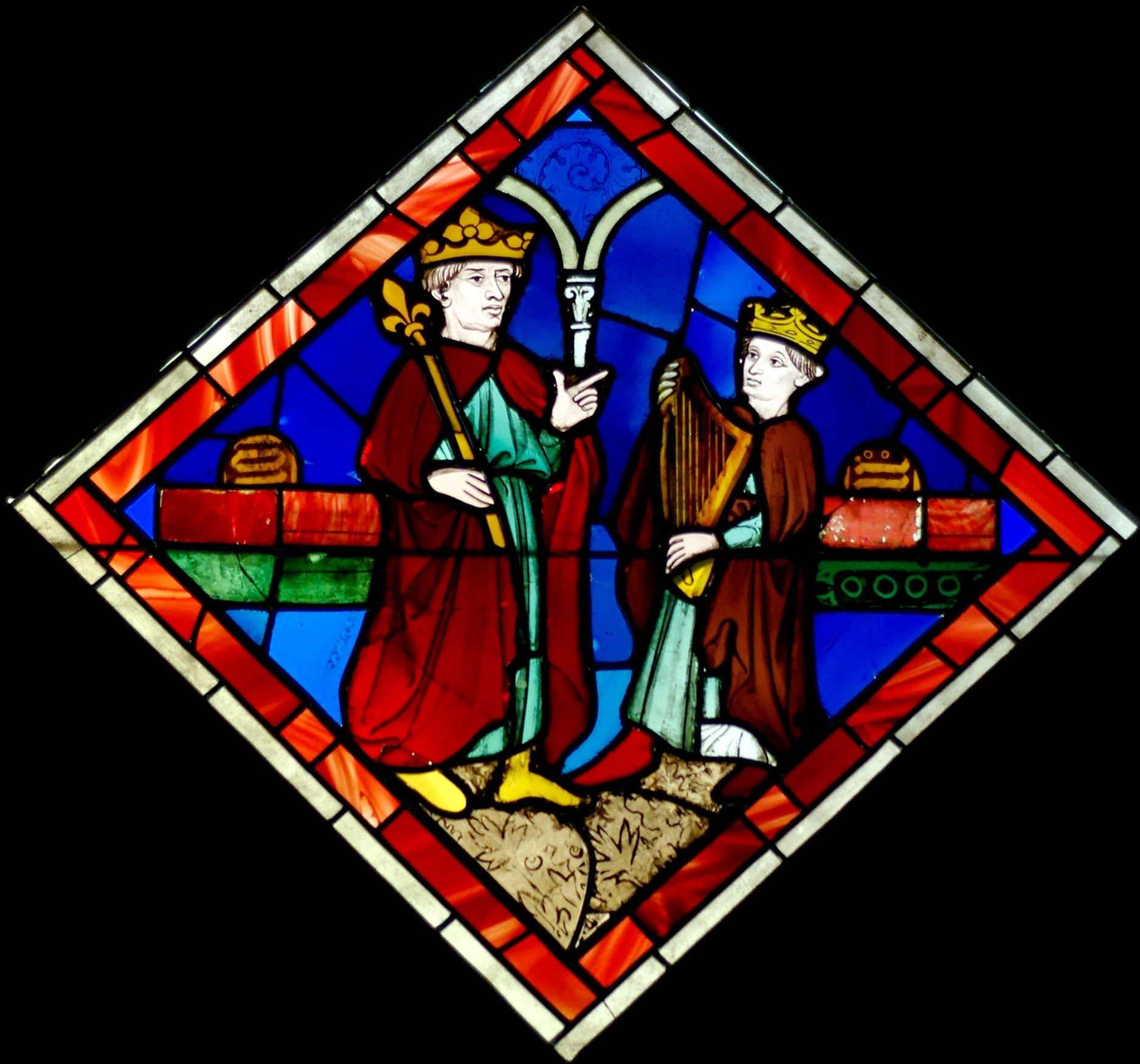
David e Saul

La crescente fama di Davide irritò talmente Saul che Davide dovette fuggire..
Davide andò da Samuele a Rama e gli raccontò di come Saul aveva cercato di farlo morire e insieme andarono a Naioth. Saul cercò più volte di riportare indietro Davide ma senza successo. Quest'ultimo strinse un patto di amicizia con Gionata, il quale si dimostrò incredulo nel sapere che suo padre Saul volesse ucciderlo, ma dovette ricredersi; secondo un'altra versione, invece, fu lo stesso Gionata ad avvisare Davide del pericolo. Infatti, il primo giorno di luna nuova, Davide avrebbe dovuto sedere a tavola con Saul, Gionata e Abner, il capo dell'esercito, ma non si presentò e neanche l'indomani. Saul si adirò e questo fu il segno che convinse Gionata circa i timori che gli aveva manifestato Davide.
Quest'ultimo andò quindi a Nob e si fece dare del pane consacrato dal sommo sacerdote Achimelech e la spada che era stata di Golia. Achimelech era destinato a pagare con la vita questo gesto e come sommo sacerdote gli successe il figlio Abiatar.
Mentre Davide si trovava a Mizpa in compagnia della sua famiglia, Saul venne a sapere che egli era stato a Nob da Achimelech: infuriato per il fatto che nessuno lo avesse avvertito, ordinò la strage di tutti i sacerdoti e gli abitanti di Nob. Dei figli di Achimelech, solo Abiathar si salvò e andò da Davide rivelandogli l’accaduto e ottenendo la sua protezione.
Successivamente, Davide liberò Keila, sconfiggendo i filistei e insediandosi nella città. Venuto a sapere che Saul lo cercava, si rifugiò nel deserto di Maon. Anche qui Saul gli diede la caccia ma, quando stava per accerchiarlo, dovette rinunciarvi e andare via perché i filistei avevano invaso il paese..
Davide si rifugiò poi nel deserto di En-Ghedi. Saul, ancora una volta, andò alla sua ricerca e si addentrò in una caverna dove Davide era nascosto. Quest’ultimo, senza farsi scorgere, tagliò un lembo del mantello di Saul. Quando il re uscì fuori, Davide lo chiamò e gli fece vedere il lembo del mantello, facendogli capire che, se avesse voluto, avrebbe potuto ucciderlo. Saul gli fu riconoscente e gli chiese di non sterminare la sua stirpe una volta che fosse diventato re di Israele..
Davide si nascondeva sulla collina di Hakila e Saul vi si recò con tremila uomini per dargli la caccia. Mentre erano accampati e dormivano, Davide, di soppiatto, prese la lancia che era conficcata nel terreno e la brocca, entrambe vicino al capo di Saul, e si allontanò. Da lontano Davide gridò verso Saul, dicendo che non gli voleva alcun male, visto che gli era andato vicino mentre dormiva portando via la lancia e la brocca..
Per non essere più perseguitato da Saul, Davide si stabilì presso i filistei, da Achis, re di Gat, che gli diede la città di Ziklag, dove si insediò insieme alle sue due mogli Achinoam e Abigail.
Qualche tempo dopo, Davide e i suoi uomini si aggiunsero ad Achis e ai filistei che avanzavano per affrontare gli israeliti, ma gli altri principi lo rimandarono indietro, perché non lo consideravano uno di loro. Tornato a Ziklag, la trovò sottosopra, devastata dagli Amaleciti, che avevano razziato tutto e portato via donne e bambini, tra cui anche le due mogli di Davide. Prese con sé i suoi 600 uomini e recuperò il bottino, riportando indietro donne e bambini.
Intanto, la fine di Saul era vicina. Nella battaglia di Ghilboa gli israeliti furono decimati: a soccombere furono anche Gionata, Abinadab e Malkishuah, i figli di Saul. Quest'ultimo, secondo il Primo libro di Samuele, piuttosto che perdere la vita per mano dei filistei, preferì morire gettandosi sulla sua stessa spada e rimanendone trafitto; secondo un'altra tradizione fu invece ucciso da un Amalecita.

### Davide, re d'Israele

Il regno di Davide intorno al 1000 a.C.

Saul e Gionata rimasero uccisi durante la battaglia di Ghilboa contro i filistei e Davide ne fu molto addolorato. Salì quindi a Ebron dove fu unto re di Giudea; intanto, a nord, il figlio di Saul, Is-Bàal, era diventato re delle tribù d'Israele.
Ne conseguì una guerra civile tra Is-Baal e Davide, conclusasi con l'uccisione di Is-Baal per mano di due disertori, Baanah e Rekab, capitani del suo stesso esercito, i quali, sperando in un premio, portarono la sua testa a Davide: ma quest'ultimo, addolorato da tale visione, li fece giustiziare.
Con la fine della dinastia di Saul, tutti gli anziani di Israele si recarono a Ebron e Davide fu unto re d'Israele e di Giudea. Aveva trent'anni quando cominciò il suo quarantennale regno: dapprima a Ebron regnò sulla Giudea per sette anni e sei mesi, in seguito a Gerusalemme regnò su tutta Israele e la Giudea per trentatré anni.
Sconfisse i Gebusei, che abitavano Gerusalemme, e la nominò capitale del suo regno, mentre Hiram, re di Tiro, vi spedì messaggeri, alberi di cedro, falegnami e muratori per costruire la casa di Davide.
Davide portò l'Arca dell'Alleanza a Gerusalemme con l'intento di costruire un tempio. Ma Dio, per bocca del profeta Natan, gli proibì di farlo, dicendo che il tempio sarebbe stato costruito da generazioni future. Fece però un patto con Davide, promettendogli che egli avrebbe stabilito la casa di Davide in eterno: «…e il tuo trono sarà reso stabile per sempre».
Per tutto il suo regno, l'Arca rimase nella tenda innalzata da Davide: da lì sarebbe stata spostata solo dopo la costruzione del Tempio di Salomone.
Accanto al ruolo di re e pastore, vi fu quello di liturgista. Davide è l’archetipo del musicista religioso: arpista (1 Samuele 16, 16), cantante (2 Samuele 22, 1) e compositore (2 Samuele 23, 1).

### Davide, Betsabea e Uria l'Ittita
Una sera, mentre passeggiava sulla terrazza regia, Davide vide una donna bellissima che faceva il bagno: si trattava di Betsabea, figlia di Eliam e moglie del suo ufficiale Uria l'Ittita. La fece portare nel suo palazzo e dal rapporto carnale tra i due Betsabea rimase incinta.
Intanto l'esercito di Davide, guidato da Joab e tra le cui file figurava anche Uria l'Ittita, era impegnato nell'assedio della città ammonita di Rabbah. Davide richiamò Uria l'Ittita a Gerusalemme, chiedendogli informazioni sull'andamento della guerra e poi gli ordinò di andare a casa: anche se non esplicitamente dichiarato nei testi biblici, l'intento era quello di far sì che Uria trascorresse la notte con la moglie, così da poter mascherare la paternità del bambino che sarebbe nato. Ma Uria disubbidì e dormì fuori dalla porta del re perché non riteneva giusto godere degli agi di casa mentre gli altri soldati erano impegnati al fronte. Davide allora lo fece ubriacare, sempre con la stessa speranza, ma neanche la notte successiva Uria andò a casa sua.

L'indomani, Davide scrisse una lettera nella quale chiedeva a Joab che Uria venisse messo in prima linea e lasciato da solo perché andasse incontro a morte sicura: diede quindi la lettera allo stesso Uria perché la recapitasse a Joab.
Uria cadde sotto i colpi degli ammoniti e Betsabea, ormai vedova, divenne moglie di Davide.
Il profeta Natan lo rimproverò, dicendogli che Dio l'avrebbe punito con la sua stessa colpa, prendendogli tutte le mogli per darle ad altri in pieno giorno. Davide si pentì e allora Natan gli disse che questo non sarebbe più successo ma che il bambino che era stato concepito sarebbe morto.
Il bambino nacque ma si ammalò subito. Per sette giorni Davide digiunò, sperando, invano, nella sua salvezza: il settimo giorno il bambino morì. Allora Davide si unse, si cambiò e mangiò: a chi gli chiedeva come mai lo faceva proprio ora che il bambino era morto, egli disse che non aveva più senso digiunare poiché il piccolo non sarebbe più ritornato. Davide e Betsabea ebbero un secondo figlio, Salomone, futuro re d'Israele.
Il pentimento di Davide per la morte di Uria, dopo che il profeta Natan gli ebbe rimproverato la sua colpa, sarebbe all'origine del Miserere, uno dei più famosi Salmi.

### Davide e Assalonne

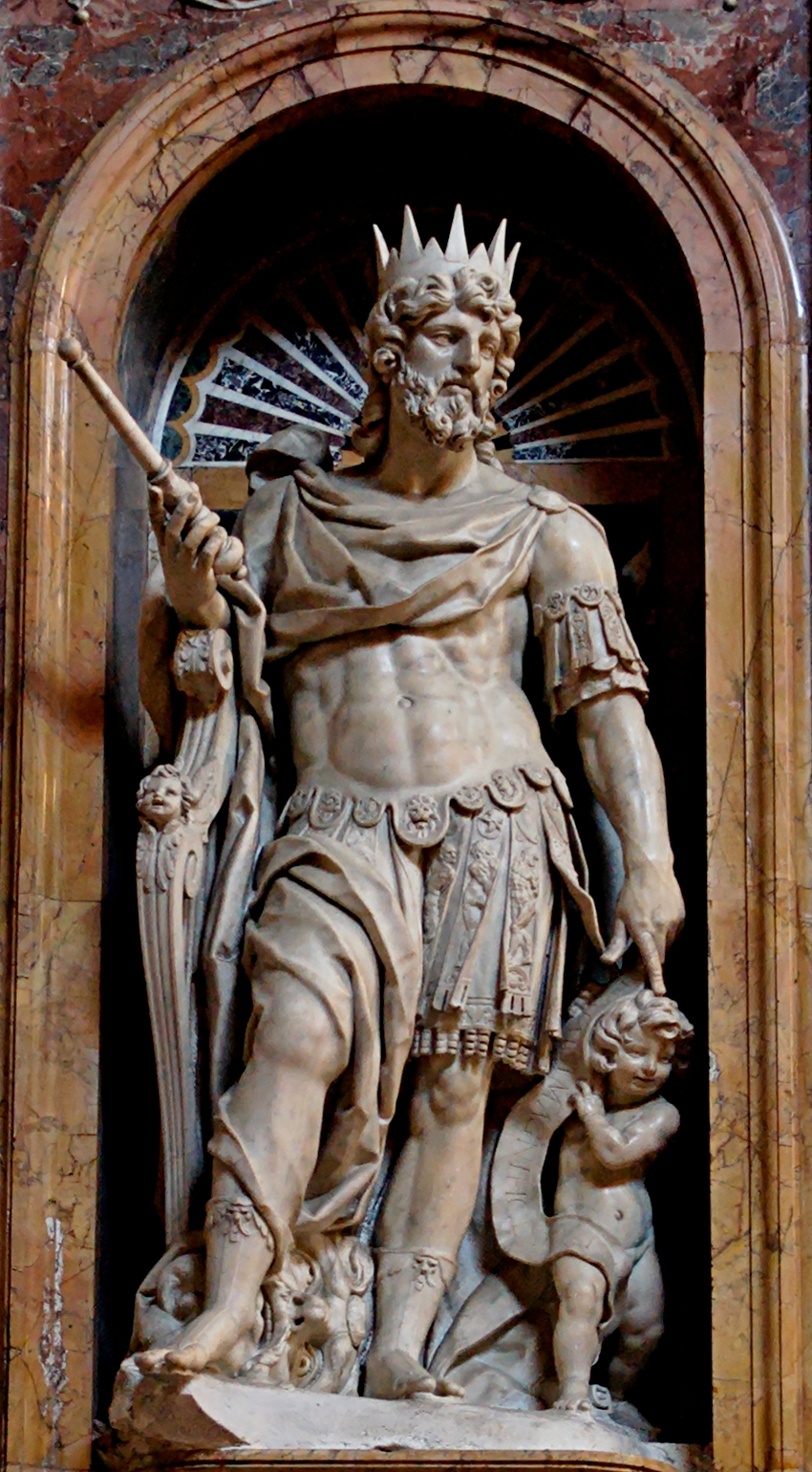
Statua raffigurante il Re Davide (Basilica di Santa Maria Maggiore, Roma).

Assalonne era il terzo figlio di Davide, nato a Ebron da Maaca, figlia di Talmai, re di Ghesur.
Il primogenito di Davide, Amnon, nato da Achinoam, aveva usato violenza a Tamar, sorella di Assalonne: quest'ultimo, dopo due anni passati a covare vendetta, fece uccidere Amnon dai servi durante un banchetto. Fuggì quindi dal nonno materno, Talmai, a Ghesur, dove rimase tre anni, prima di riconciliarsi con Davide e tornare a Gerusalemme.
Quattro anni dopo, Assalonne chiese al padre il permesso di andare ad Ebron ma, una volta arrivato lì, si proclamò re. Davide allora decise di fuggire da Gerusalemme con il suo popolo, con i Cretei, con i Peletei e con Ittài, che aveva seicento uomini al suo seguito, venuti da Gat, rifugiandosi oltre il fiume Giordano.
Assalonne entrò in Gerusalemme con al suo fianco Achitofel, che prima era stato consigliere di Davide. Achitofel consigliò ad Assalonne di dare subito la caccia a Davide, approfittando del fatto che era ancora allo sbando. Ma Cusài l'Archita, spedito da Davide a Gerusalemme perché si infiltrasse nella corte di Assalonne, riuscì a sovvertire il consiglio di Achitofel, convincendo Assalonne che sarebbe stato meglio organizzare un grande esercito che Assalonne stesso avrebbe guidato in prima persona per affrontare Davide. Grazie a Cusài, Davide ebbe il tempo di riorganizzarsi: sconsigliato dal prendere parte direttamente alla battaglia, raccomandò di trattare con riguardo Assalonne.
Nella foresta di Efraim si scatenò una feroce battaglia, nella quale l'esercito di Assalonne venne sterminato. Quest'ultimo, cavalcando un mulo, rimase sospeso in aria, con la testa impigliata tra i rami di un terebinto: Joab, uno dei tre capi nominati da Davide per la battaglia, conficcò tre lance nel cuore di Assalonne, che venne poi finito da dieci scudieri.
Quando Davide venne a sapere della morte di Assalonne, provò grande dolore: «Figlio mio Assalonne, figlio mio, figlio mio Assalonne! Fossi morto io invece di te, Assalonne figlio mio, figlio mio!».
Davide venne riconfermato re e tornò a Gerusalemme.

### Gli ultimi giorni
È dell'ultimo periodo della vita di Davide l'episodio del censimento degli Israeliti da lui disposto; tale censimento gli fu ordinato da Dio o, secondo un'altra tradizione, fu indotto da Satana, e provocherà poi la collera del Signore, il quale proporrà a Davide di scegliere una punizione tra sette anni di carestia, tre mesi di fuga davanti al nemico oppure tre giorni di peste; quest'ultima sarà la scelta di Davide e per essa moriranno settantamila persone. Conseguenza di tale censimento sarà l'acquisto da parte di Davide, come richiesta di perdono al Signore, dell'area sulla quale suo figlio Salomone avrebbe costruito il Tempio di Gerusalemme.
Quando Davide divenne vecchio, suo figlio Adonia si proclamò re. Betsabea e il profeta Natan, temendo per la loro vita e per quella di Salomone, andarono da Davide e ottennero da lui che Salomone, figlio di Betsabea, sedesse sul trono d'Israele. Fu così che i piani di Adonia fallirono e Salomone divenne re.
È a Salomone che Davide parlò poco prima di morire: gli promise che la loro stirpe avrebbe ereditato per sempre il trono di Israele; gli chiese di uccidere i suoi vecchi nemici, Joab, capo del suo stesso esercito, reo di aver ucciso Abner e Amasà, e Simèi, che lo maledisse ma cui aveva fatto la promessa di non ucciderlo, personalmente, con la propria spada; gli raccomandò di essere buono con i figli di Barzillai il Galaadita, che lo avevano aiutato mentre fuggiva davanti ad Assalonne.
Davide morì e fu sepolto nella città di Davide, dopo aver regnato per quarant'anni su Israele, succeduto da Salomone.
La sua tomba si troverebbe tuttora subito fuori della cinta muraria della Città Vecchia di Gerusalemme, nel luogo comunemente chiamato Monte Sion, vicino alla Porta di Giaffa.

## Mogli e figli
Secondo l'Antico Testamento, Davide, ebbe molti figli.
A Ebron nacquero:
- il primogenito Amnon, nato da Achinoam di Izreel, il quale morì ucciso dal fratellastro Assalonne;
- il secondo Kileab, da Abigail già moglie di Nabal da Carmel;
- il terzo Assalonne, nato da Maaca, figlia di Talmai re di Ghesur;
- il quarto Adonia, figlio di Agghit;
- il quinto Sefatia, nato da Abital;
- il sesto Itram, figlio di Egla.

A Gerusalemme nacquero:
- Simea, Sobab, Natan e Salomone, nati da Betsabea, figlia di Ammiel;
- Ibar, Elisama, Elifelet, Noga, Nefeg, Iafia, Elisama, Eliada ed Elifelet;
- altri figli da diverse concubine[66][67].

Tra i figli di Davide va anche ricordata Tamar, sorella di Assalonne, la quale fu l'origine della vendetta di quest'ultimo verso Amnon, reo di averle usato violenza.

## Nel Nuovo Testamento
Riguardo a Davide, l’apostolo Pietro disse: 
( Atti 2:29, su laparola.net.)
smentendo in  Atti 2:34, su laparola.net. che egli sia mai salito al cielo, segno di un dubbio o di una credenza circa la sorte ultraterrena di Davide che esisteva fin dalle prime comunità ebraiche. Con tali parole,  Atti 2:32-36, su laparola.net., l’apostolo Pietro chiarisce che il Signore del quale si parla in  Salmi 110:1, su laparola.net. non è Davide, il vittorioso salmista e re del popolo di Israele, ma è quel Gesù «che Dio ha costituito Signore e Cristo», l'interlocutore diretto e personale di Davide («Disse il Signore al mio Signore»), il suo discendente profetizzato (v. 30) che, secondo la duplice promessa di Dio, si sarebbe seduto sul trono di Davide (v. 30) e nello stesso tempo si sarebbe assiso anche alla destra del trono del Signore Dio Padre (v. 34).
I fratelli nel Signore Gesù del patriarca d'Israele sono anche i testimoni della sua Resurrezione dai morti. La loro comunità è contrapposta alla casa di Israele che Lo crocifisse. Nel Libro degli Atti, l'espressione "casa d'Israele" compare solamente una seconda volta, in riferimento a quanti disobbedivano alla legge mosaica, rifiutandosi di onorare il Padre con i sacrifici animali prescritti e preferendo adorare come dei i demoni Moloch e Revan ( Atti 7:43, su laparola.net.).

## Tradizione rabbinica e cabalistica
- La Scrittura conterrebbe la profezia secondo la quale la stirpe davidica avrebbe dovuto avere un ruolo decisivo per il Terzo Tempio di Gerusalemme. Secondo la tradizione cristiana, la stirpe di re Davide ebbe fine con Gesù Cristo, che non lasciò figli eredi di sangue, secondo la carne, ma una discendenza di figli in Spirito Santo.

## Nel cristianesimo
Per la Chiesa cattolica la memoria liturgica ricorre il 29 dicembre.
Così recita il Martirologio Romano (libro liturgico in cui sono elencati tutti i martiri e i santi che la chiesa celebra giorno per giorno) in corrispondenza di tale giorno per San Davide Re:

## Nella cultura di massa

### Arte

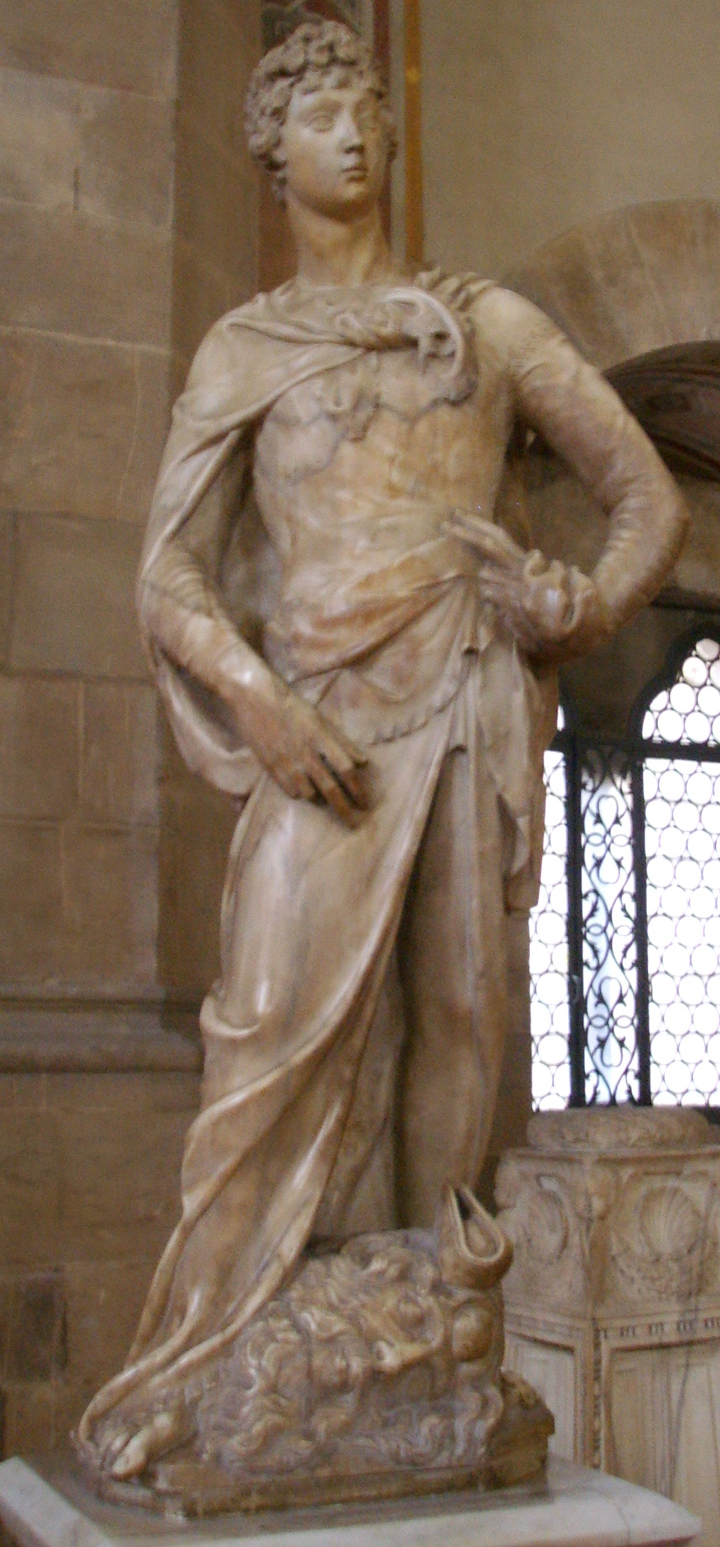
David, 1408-1409, scultura in marmo di Donatello, Firenze, Museo nazionale del Bargello.
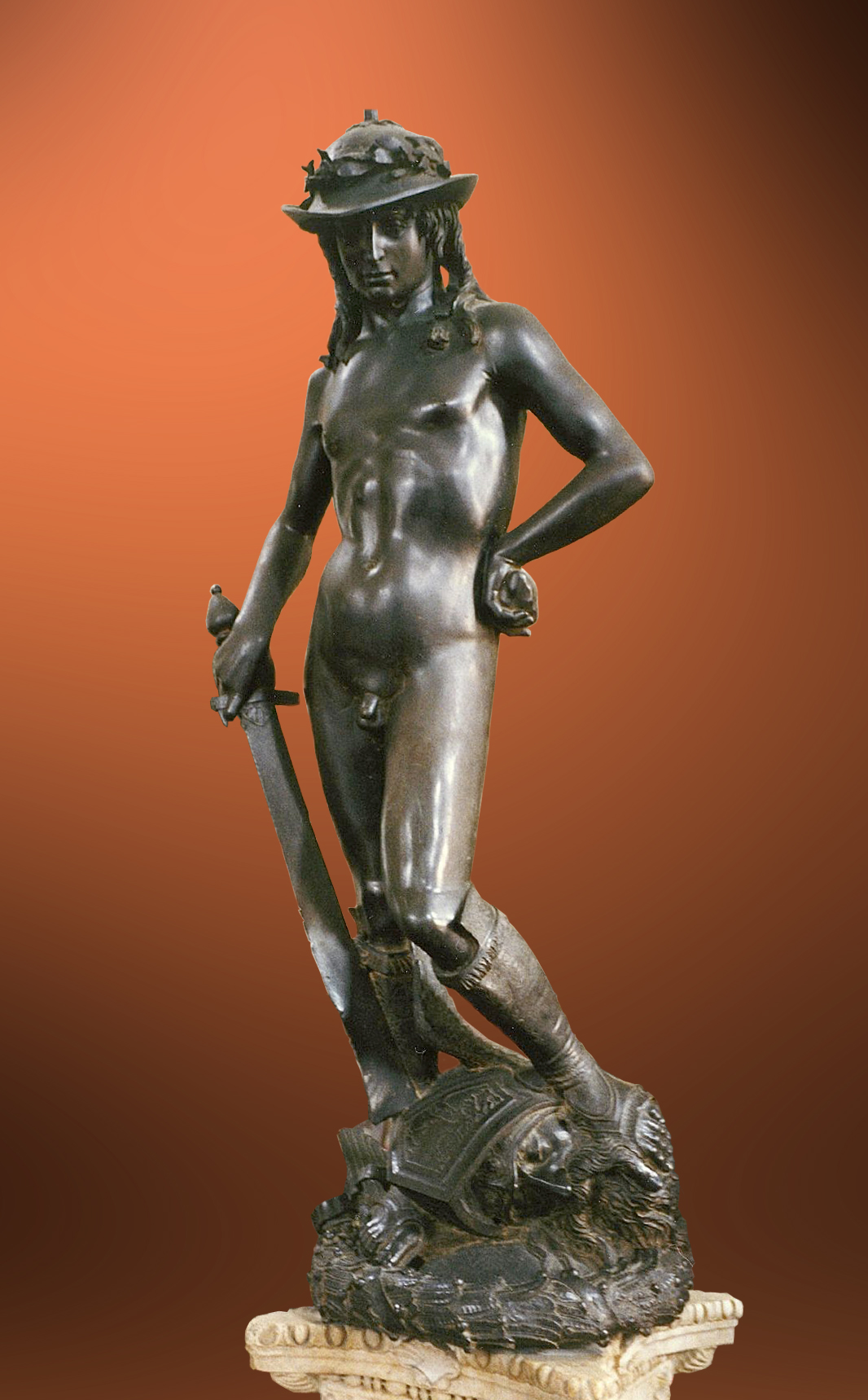
David, scultura in bronzo di Donatello, 1440 circa, Firenze, Museo nazionale del Bargello.
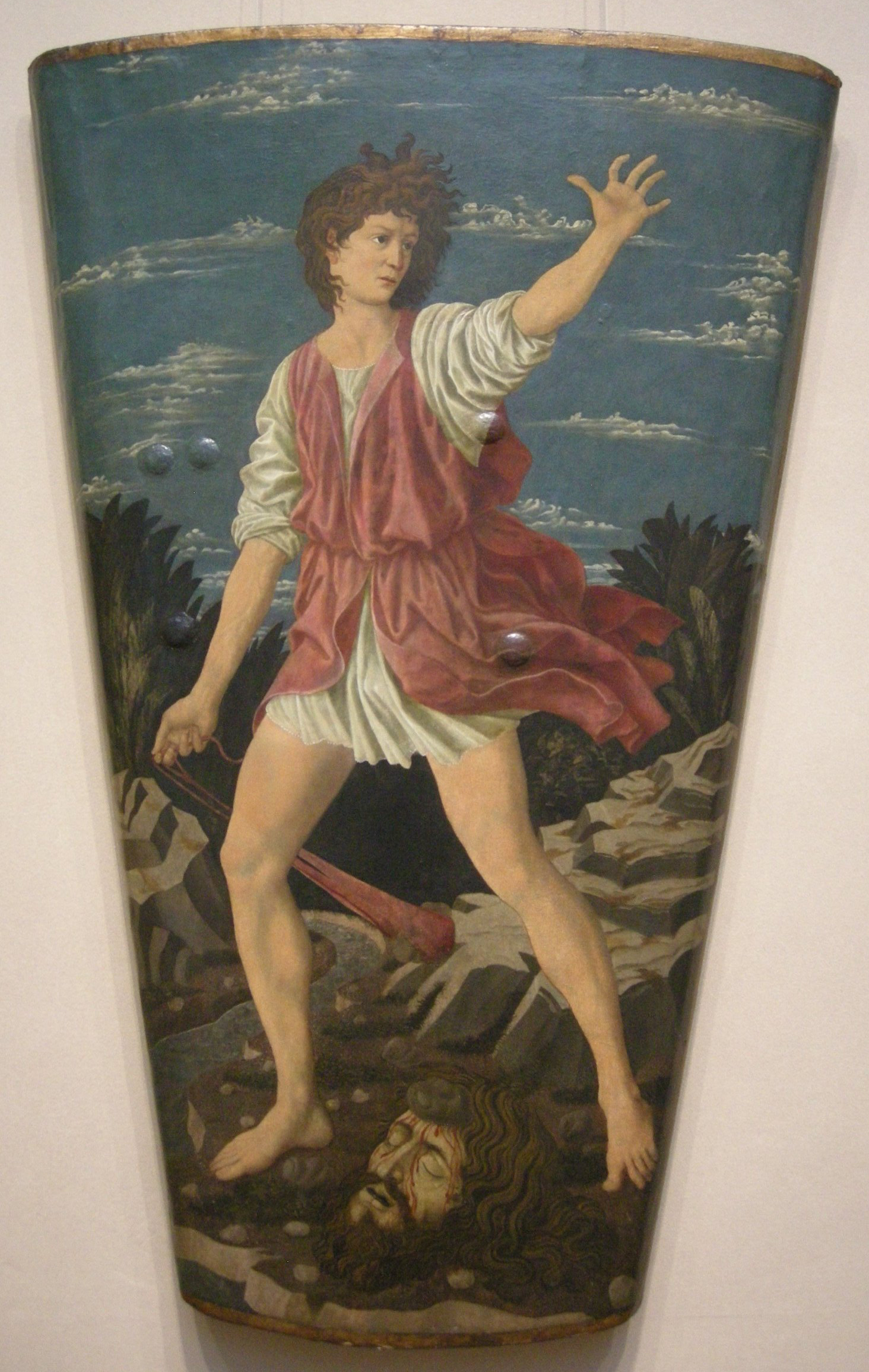
David con la testa di Golia, dipinto di Andrea del Castagno, 1450-1457, Washington, National Gallery of Art.
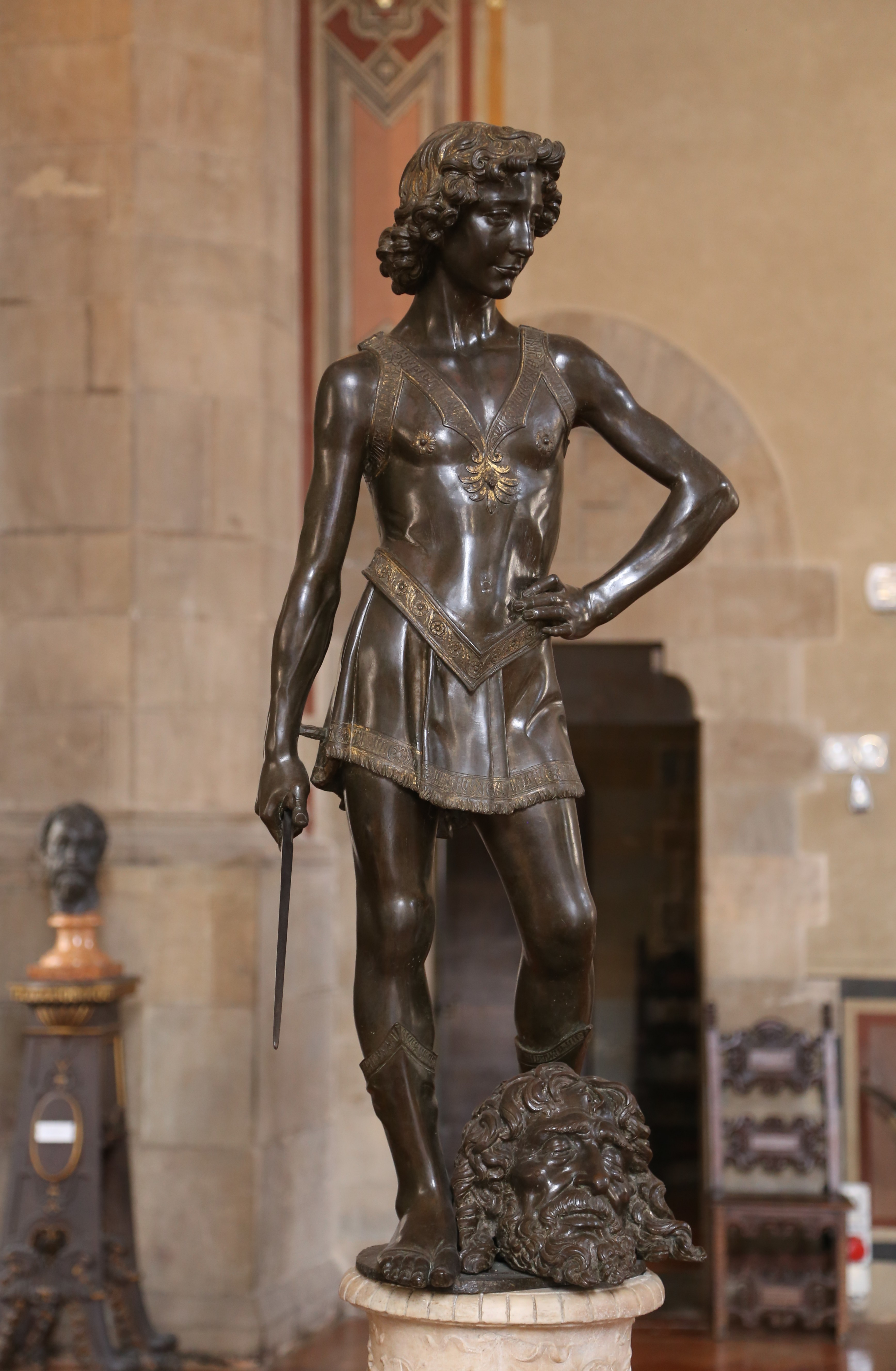
David, scultura in bronzo di Andrea del Verrocchio, 1472-1475 circa, Firenze, Museo nazionale del Bargello.
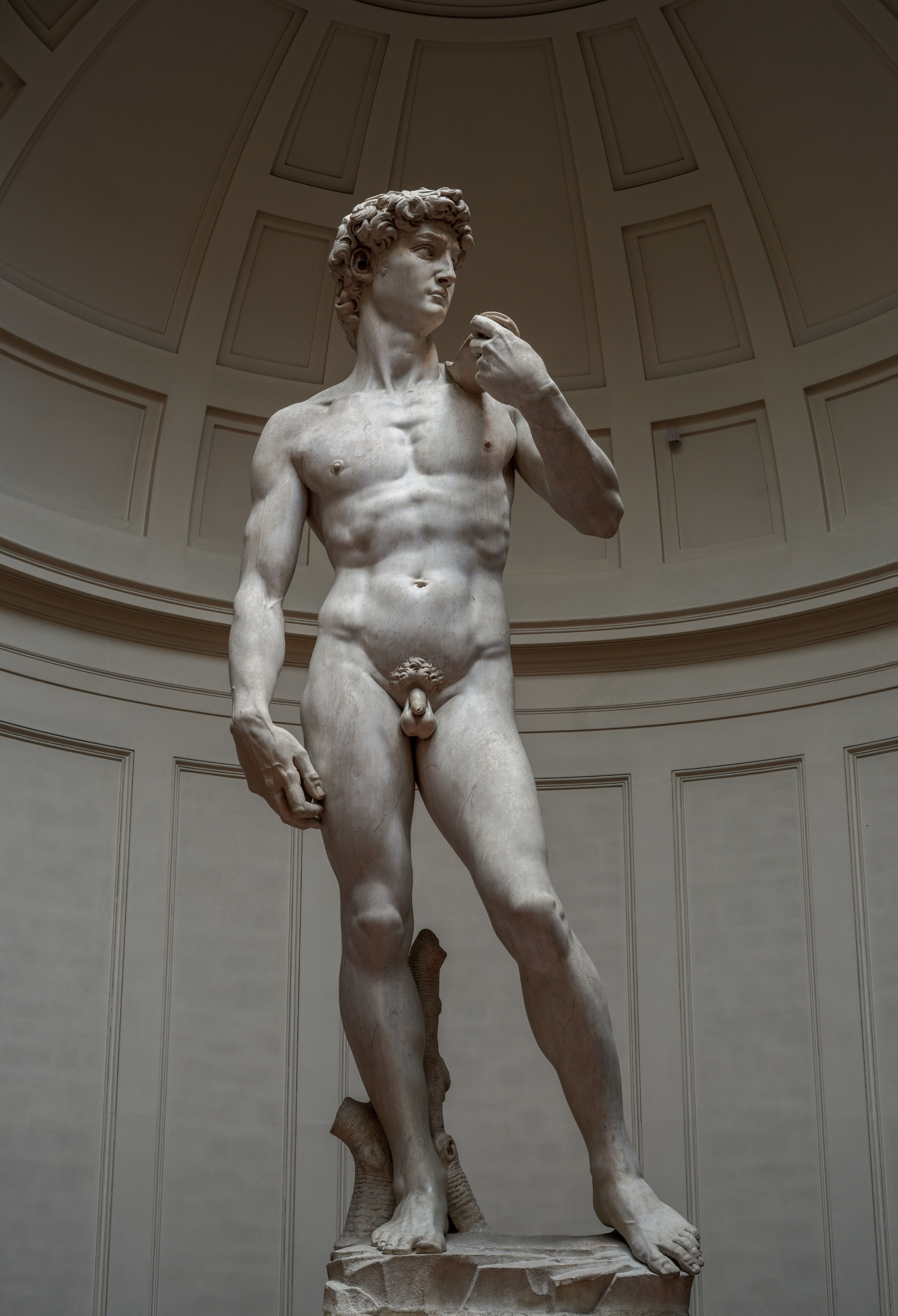
David, scultura in marmo di Michelangelo Buonarroti, 1501-1504, Firenze, Galleria dell'Accademia.
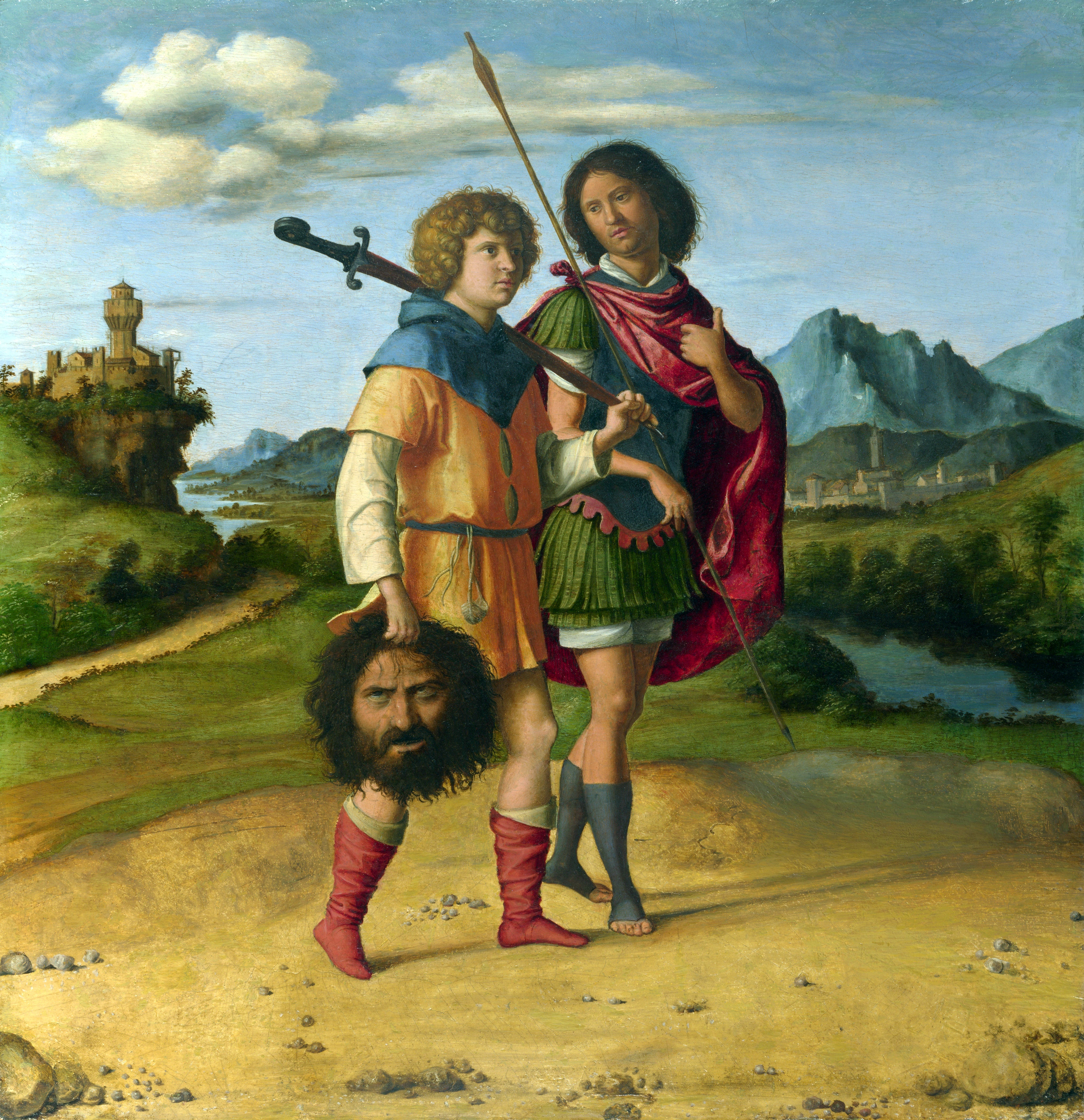
Gionata e David con la testa di Golia, dipinto di Cima da Conegliano, 1501-1510, Londra, National Gallery.
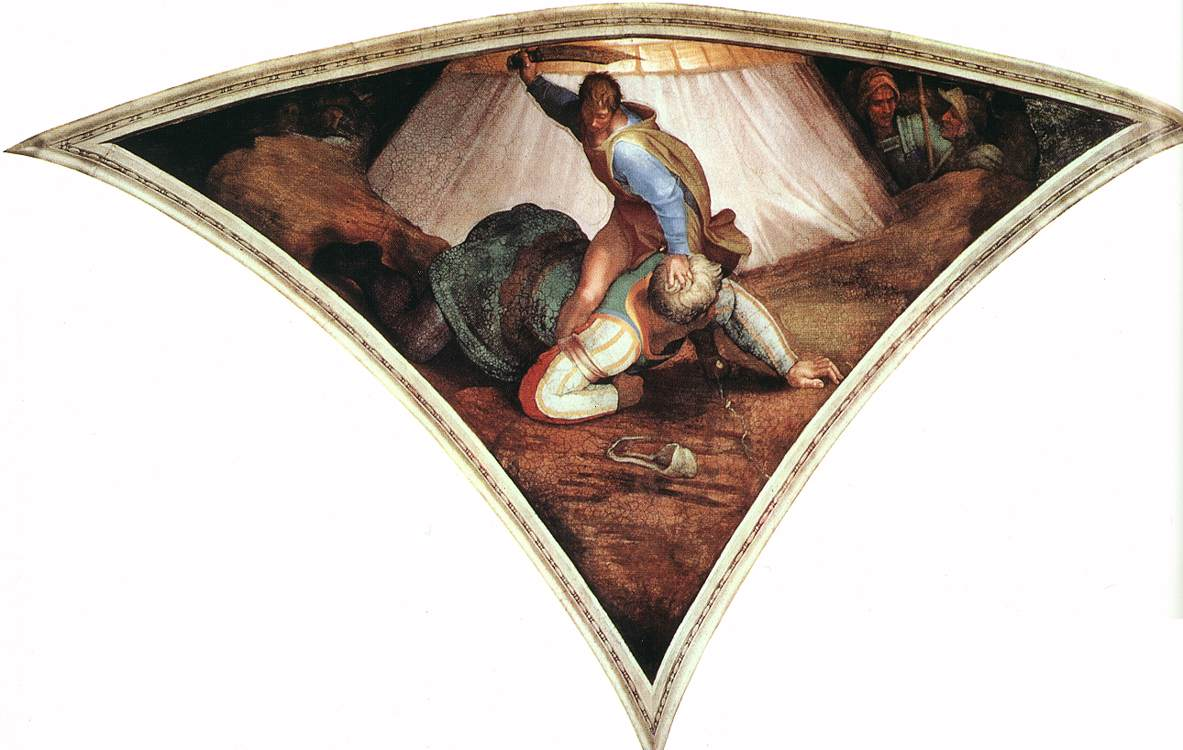
Davide e Golia, affresco di Michelangelo Buonarroti, 1508 circa, Cappella Sistina.
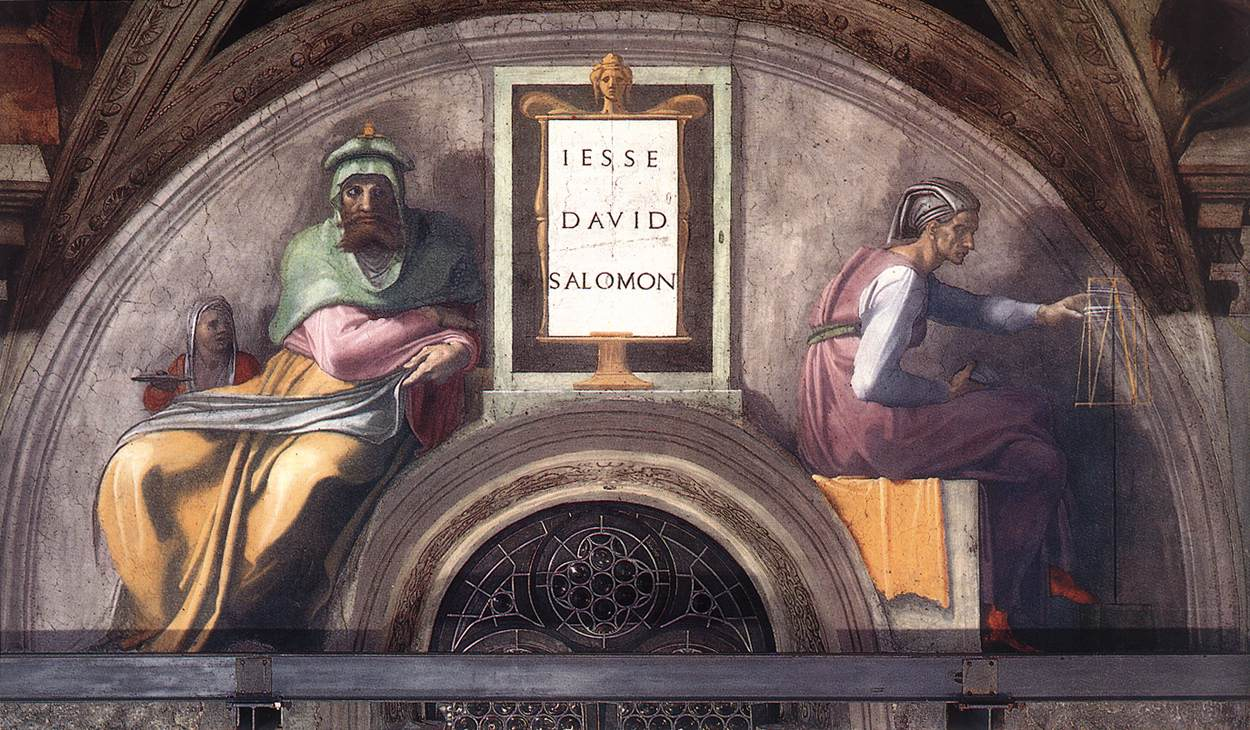
Iesse, Davide e Salomone, affresco di Michelangelo Buonarroti, 1511-1512 circa, Cappella Sistina.
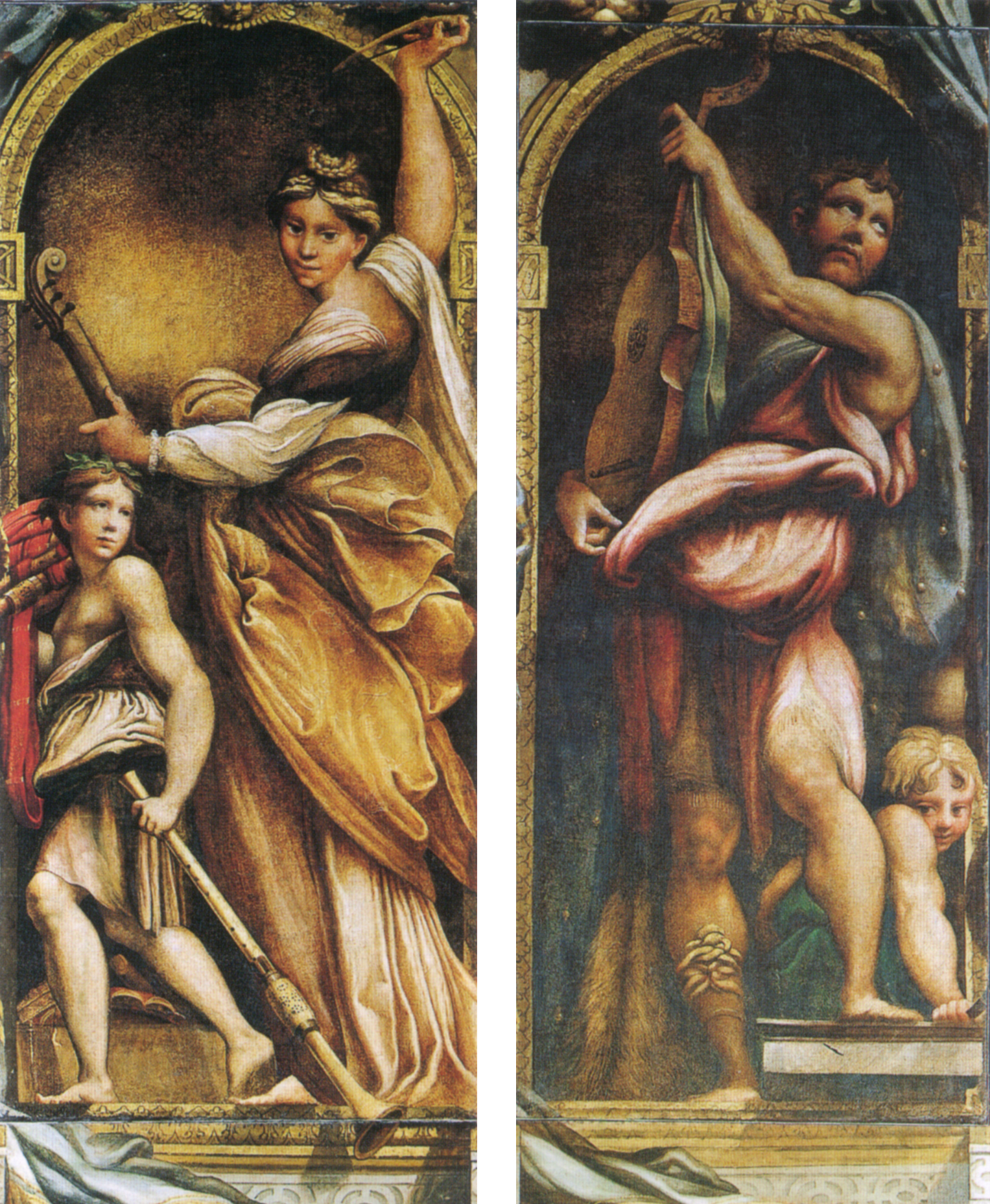
Santa Cecilia e David, dipinto del Parmigianino, 1523 circa, Parma, Santa Maria della Steccata.
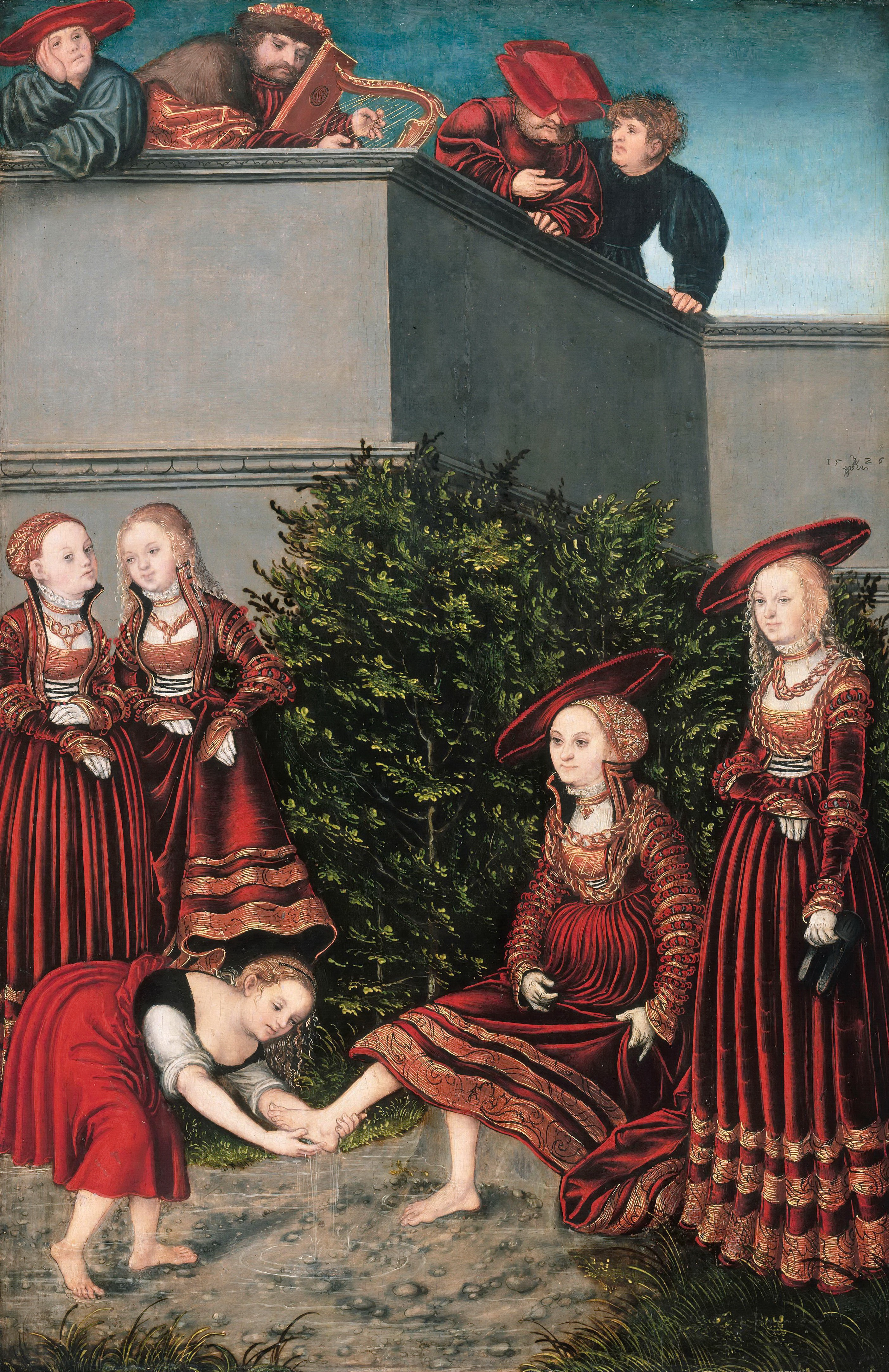
Davide e Betsabea, dipinto di Lucas Cranach il Vecchio, 1526, Berlino, Gemäldegalerie.
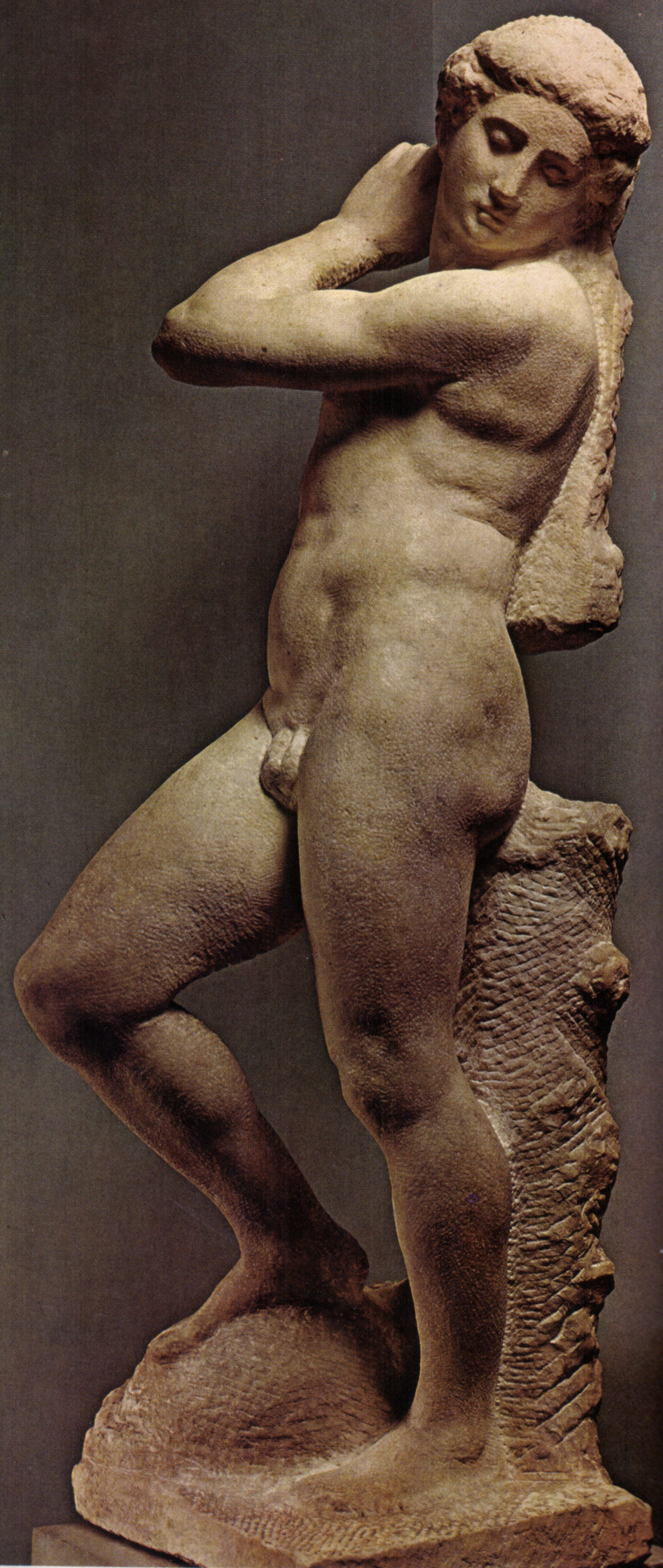
David-Apollo, scultura in marmo di Michelangelo Buonarroti, 1530 circa, Firenze, Museo nazionale del Bargello.
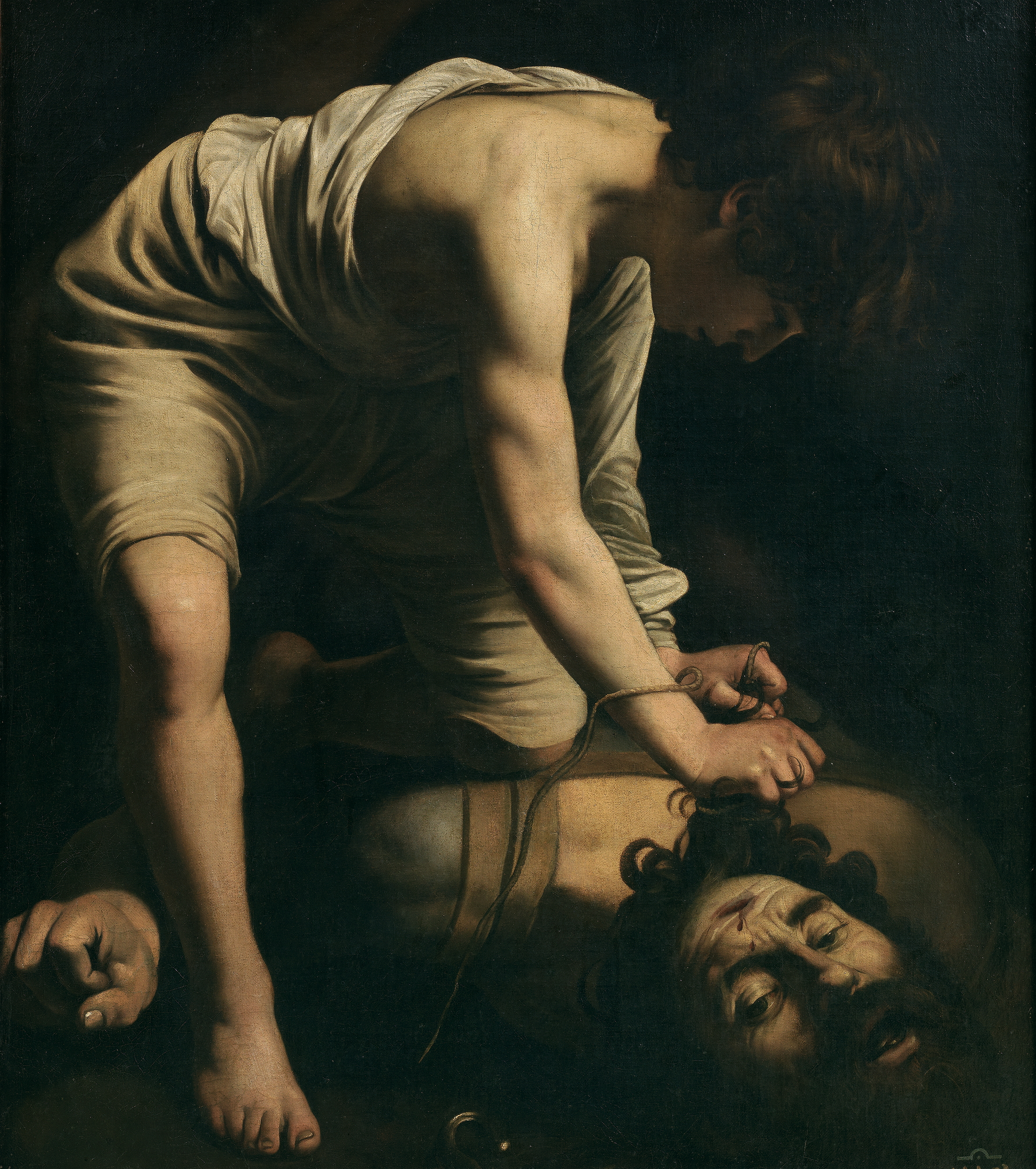
Davide e Golia, dipinto di Michelangelo Merisi da Caravaggio, 1598, Madrid, Museo del Prado.
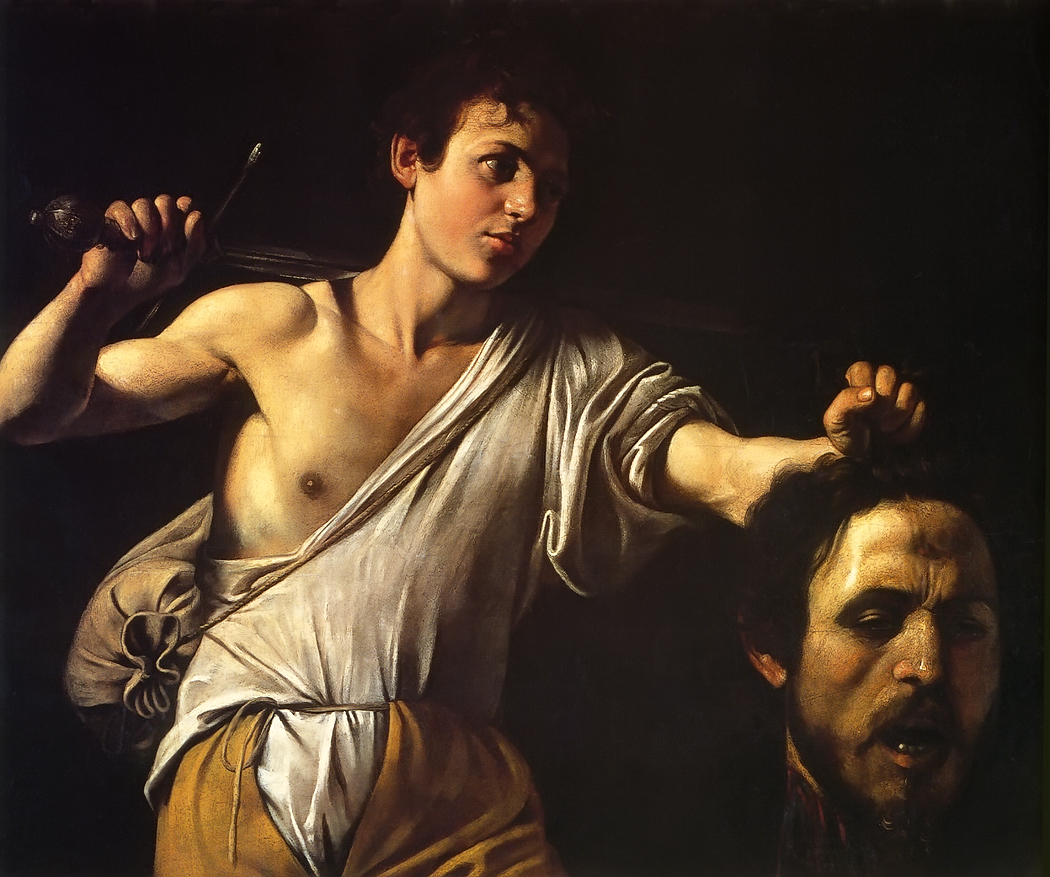
Davide con la testa di Golia, dipinto di Michelangelo Merisi da Caravaggio, 1607, Vienna, Kunsthistorisches Museum.
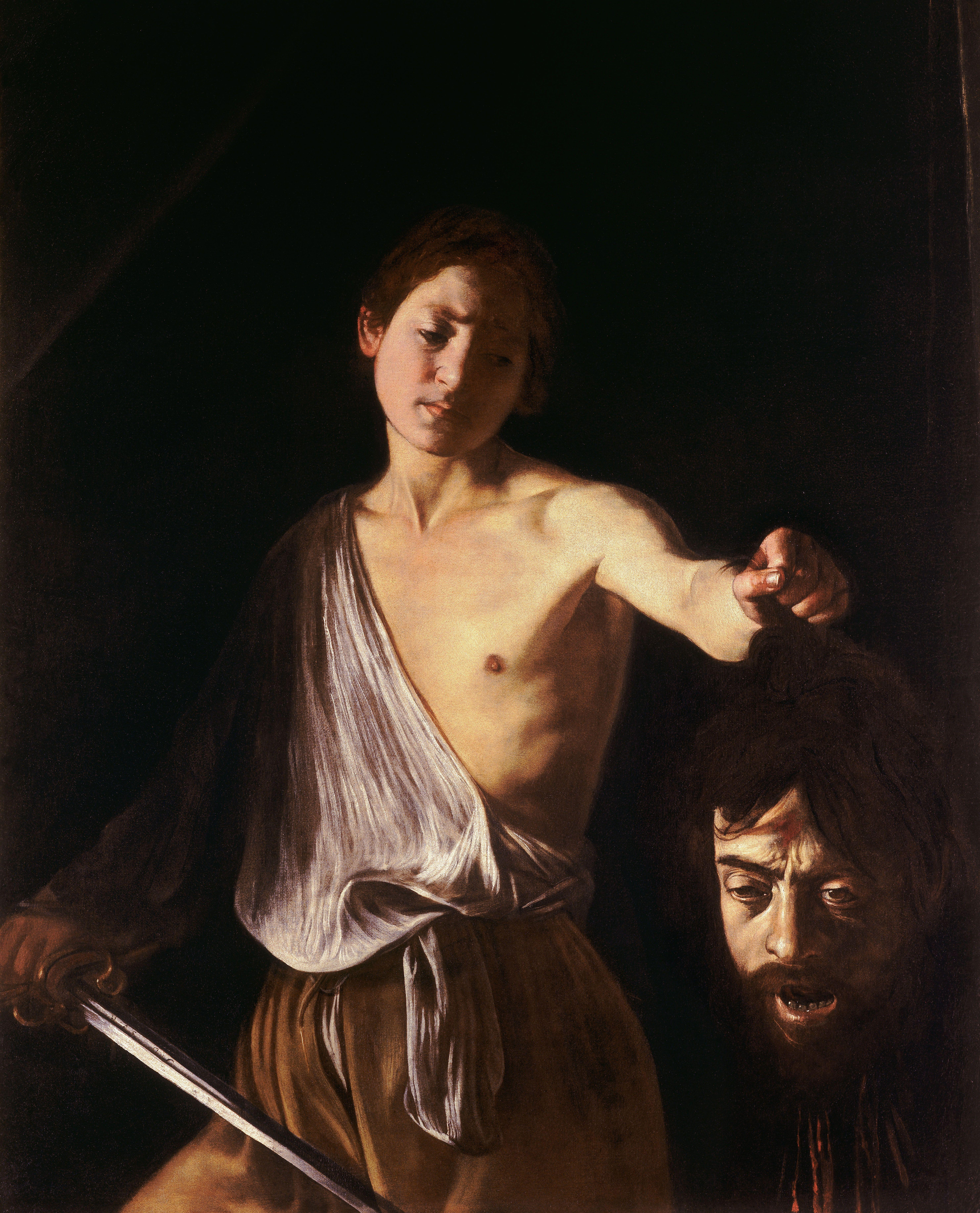
Davide con la testa di Golia, dipinto di Michelangelo Merisi da Caravaggio, 1609-1610, Roma, Galleria Borghese.
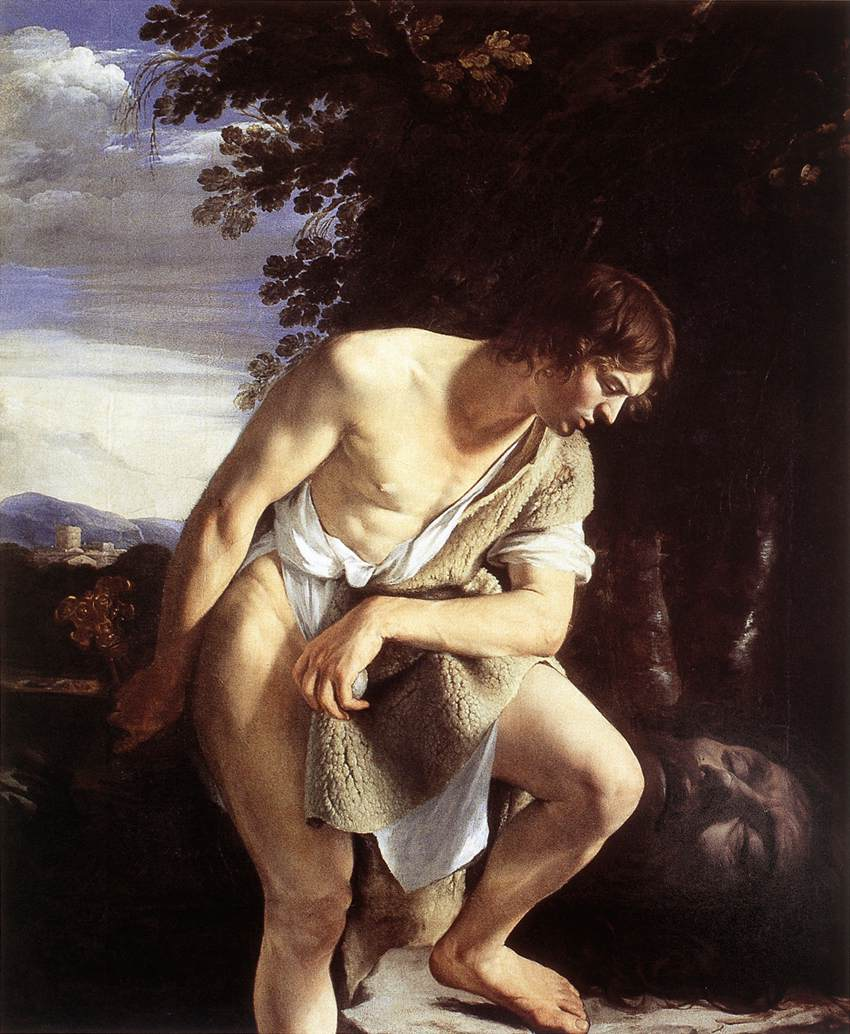
Davide che contempla la testa di Golia, dipinto di Orazio Gentileschi, 1615-1620, Roma, Galleria Spada.
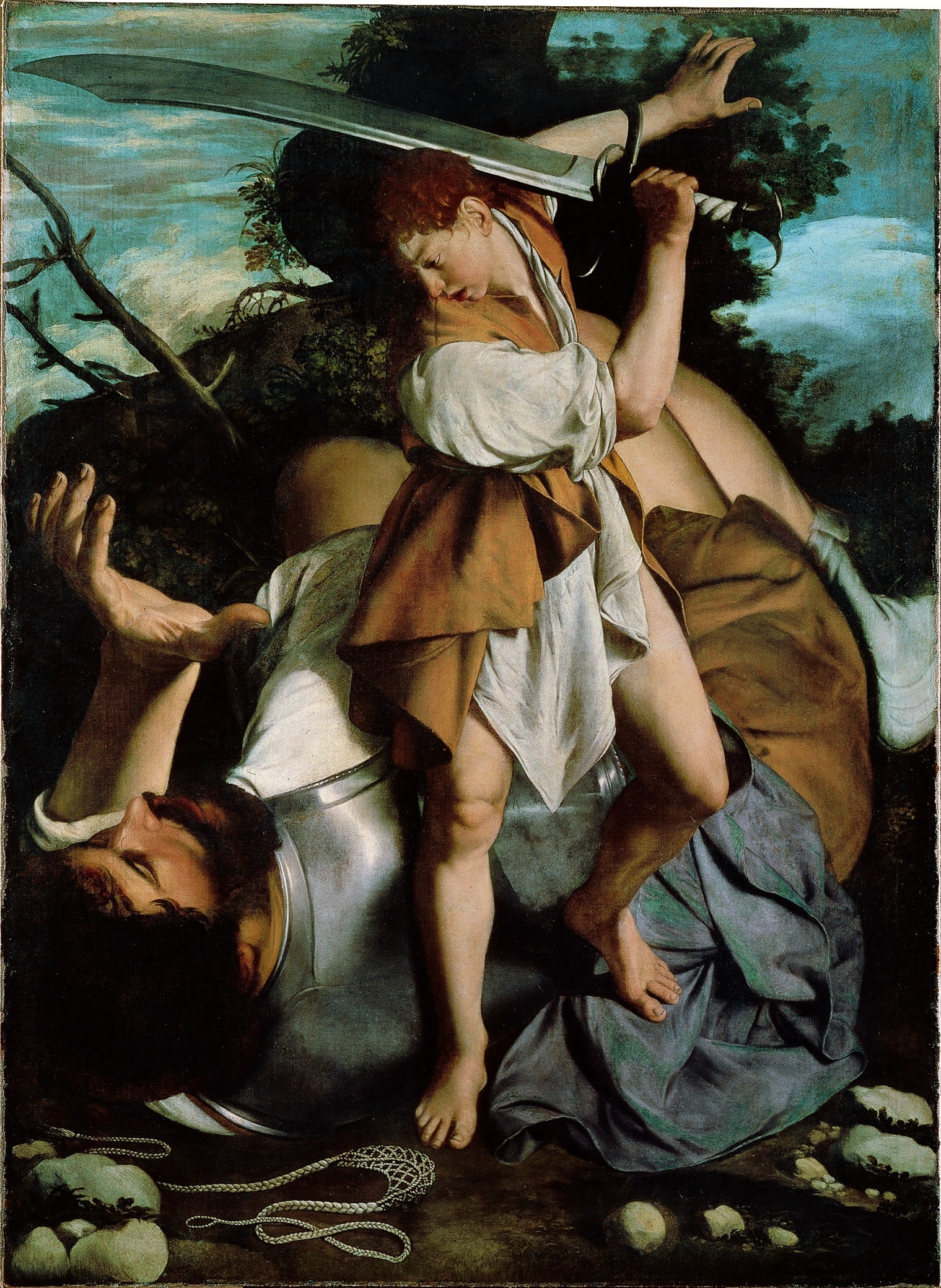
Davide e Golia, dipinto di Orazio Gentileschi, 1605, Dublino, National Gallery of Ireland.
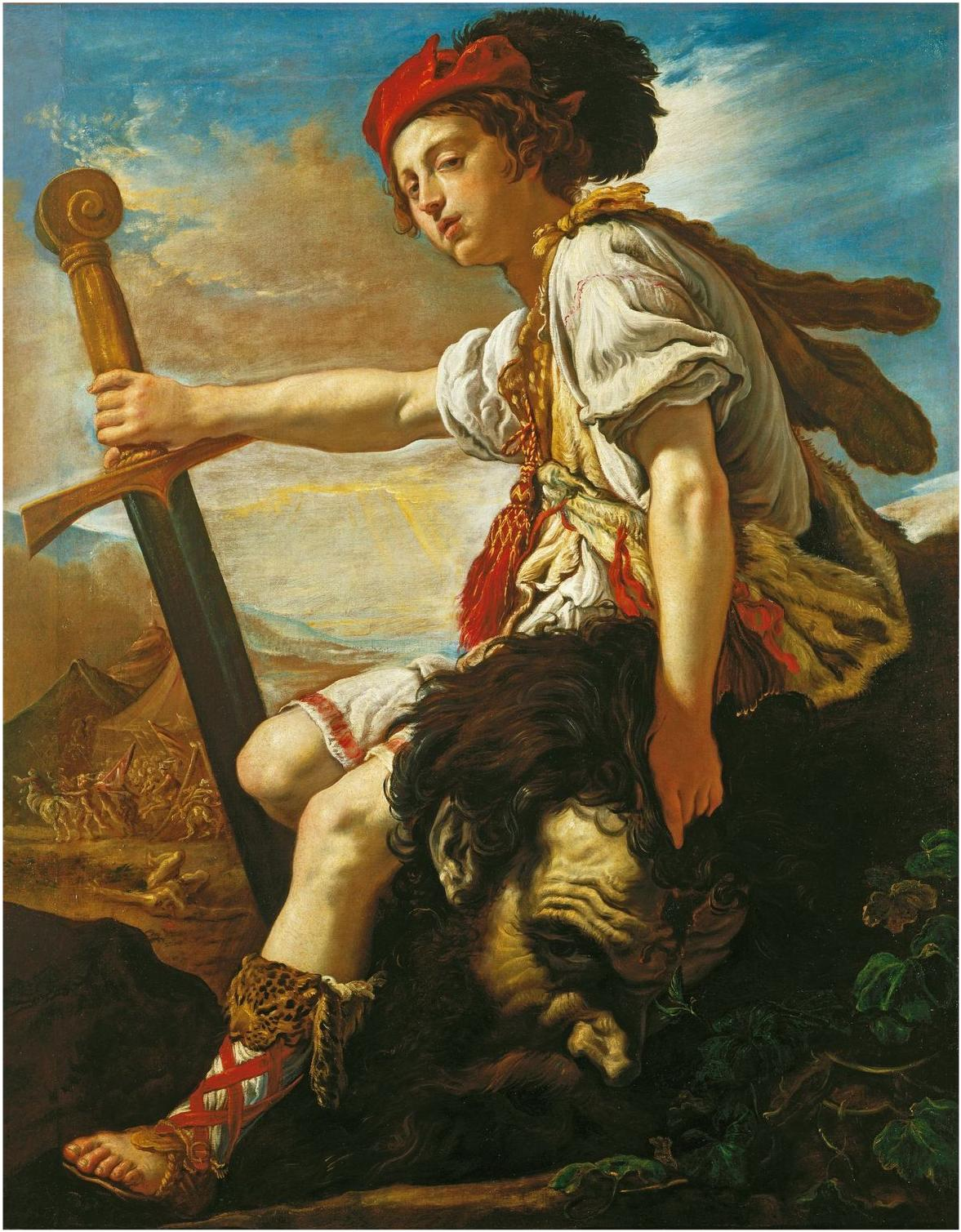
Davide con la testa di Golia, dipinto di Domenico Fetti, 1620 circa, Castello di Windsor, Royal Collection.
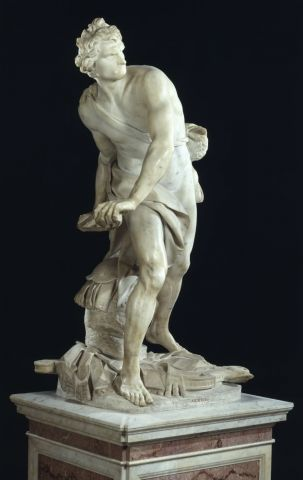
David, scultura in marmo di Gian Lorenzo Bernini, 1623-1624, Roma, Galleria Borghese.
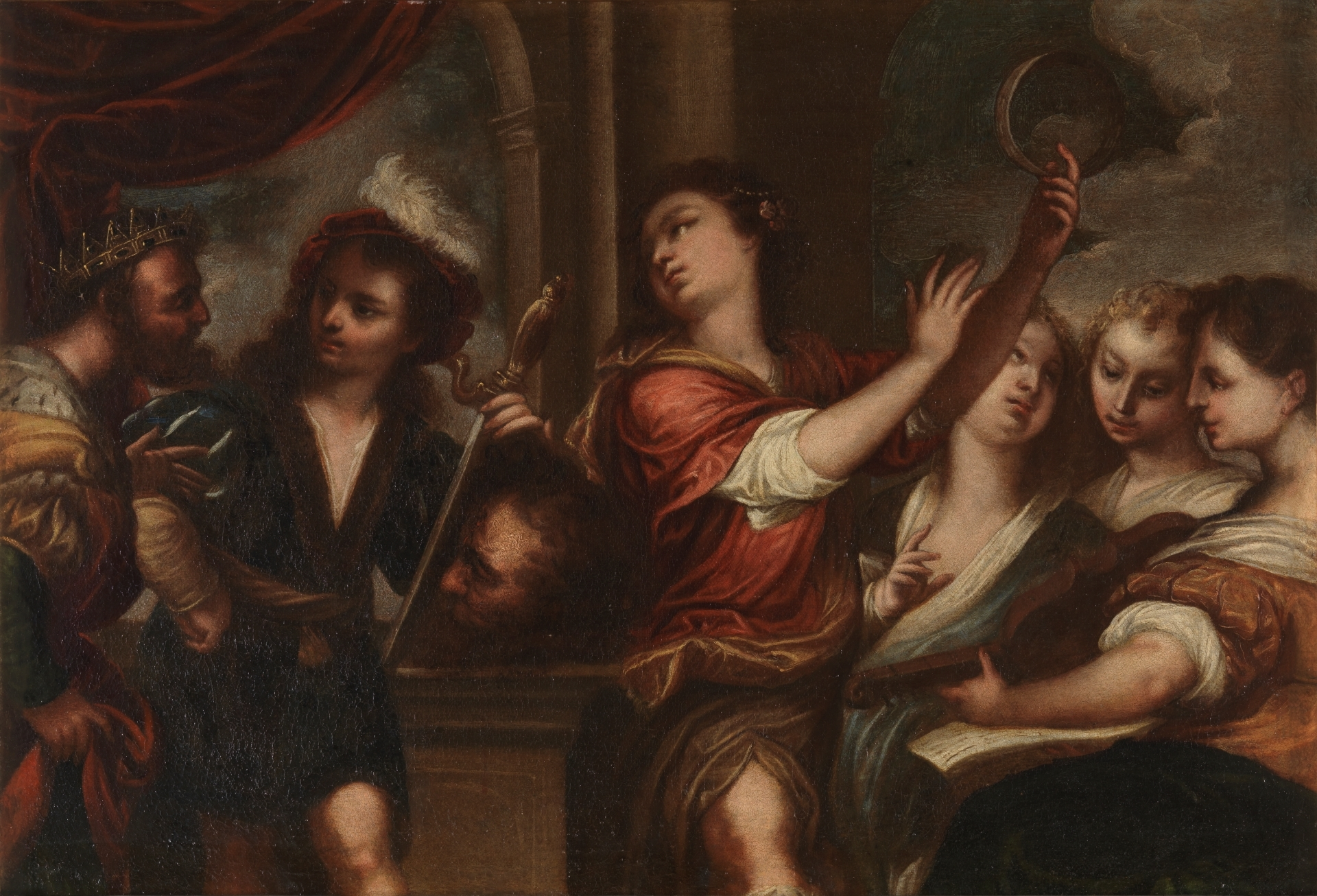
Trionfo di Davide, di Pedro Atanasio Bocanegra, olio su tela, Museo del Prado.

### Cinema
- Davide e Betsabea (David and Bathsheba) di Henry King (1951), con Gregory Peck nel ruolo di Davide.
- Salomone e la regina di Saba (Solomon and Sheba) di King Vidor (1959), con Finlay Currie nel ruolo del vecchio Davide.
- King David di Bruce Beresford (1985), con Richard Gere nel ruolo di David.
- Davide (David) miniserie televisiva di Robert Markowitz (1997), con Nathaniel Parker nel ruolo di Davide.
- David e Golia di Ferdinando Baldi (1959), con Ivica Pajer nel ruolo di Davide.
- La storia di David, serie televisiva suddivisa in 4 film basati sui libri di 1 e 2 Samuele e di 1 Cronache.
- La grande storia di Davide e Golia (Deo King), regia di Lee Choong-young e Richard S. Kim (2001).

### Musica
- L'unzione del reale profeta Davide, oratorio, musica di Antonio Boroni, libretto di Carlo Goldoni (1759).
- Le Roi David, oratorio, musica di Arthur Honegger, libretto di René Morax (1924).
- Davide viene citato nelle prime strofe del brano Hallelujah di Leonard Cohen.

### Letteratura
- Davide, romanzo dello scrittore Carlo Coccioli, 1976.

### Riferimenti
1. ↑  Primo libro di Samuele,  1Sam 15,1-26, su laparola.net..
2. ↑  Primo libro di Samuele,  1Sam 16,1, su laparola.net..
3. ↑  Primo libro di Samuele,  1Sam 16,6-11, su laparola.net..
4. ↑  Primo libro di Samuele,  1Sam 16,12-13, su laparola.net..
5. ↑  Primo libro di Samuele,  1Sam 16,21-22, su laparola.net..
6. ↑  Primo libro di Samuele,  1Sam 16,23, su laparola.net..
7. ↑  Primo libro di Samuele,  1Sam 17, su laparola.net..
8. ↑  Primo libro di Samuele,  1Sam 17,4-7, su laparola.net..
9. ↑  5 000 x 11 = 55000 g = 55 kg.
10. ↑  Primo libro di Samuele,  1Sam 17,48-51, su laparola.net..
11. ↑  «Ci fu un'altra battaglia contro i Filistei a Gob; Elcanàn, figlio di Iair di Betlemme, uccise Golia di Gat: l'asta della sua lancia era come un subbio di tessitori» ( 2Sam21,19, su laparola.net.).
12. ↑  Bibbia TOB, Elle Di Ci Leumann, 1997, p. 522, ISBN 88-01-10612-2.
13. ↑  Bibbia di Gerusalemme, EDB, 2011, p. 572, ISBN 978-88-10-82031-5.
14. ↑  La Bibbia, Edizioni Paoline, 1991, p. 363, ISBN 88-215-1068-9.
15. ↑  Primo libro di Samuele,  1Sam 18,20-30, su laparola.net..
16. ↑  Primo libro di Samuele,  1Sam 19,8-17, su laparola.net..
17. ↑  Primo libro di Samuele,  1Sam 25,44, su laparola.net..
18. ↑  Primo libro di Samuele,  1Sam 25,39, su laparola.net..
19. ↑  Primo libro di Samuele,  1Sam 25,43, su laparola.net..
20. ↑  Secondo libro di Samuele,  2Sam 3,12-16, su laparola.net..
21. ↑  Secondo libro di Samuele,  2Sam 6,16-22, su laparola.net..
22. ↑  Secondo libro di Samuele,  2Sam 6,23, su laparola.net..
23. ↑  Primo libro di Samuele,  1Sam 19, su laparola.net..
24. ↑  Primo libro di Samuele,  1Sam 20, su laparola.net..
25. ↑  Primo libro di Samuele,  1Sam 21,1-6, su laparola.net..
26. ↑  Primo libro di Samuele,  1Sam 22, su laparola.net..
27. ↑  Primo libro di Samuele,  1Sam 23, su laparola.net..
28. ↑  Primo libro di Samuele,  1Sam 24, su laparola.net..
29. ↑  Primo libro di Samuele,  1Sam 26, su laparola.net..
30. ↑  Primo libro di Samuele,  1Sam 27, su laparola.net..
31. ↑  Primo libro di Samuele,  1Sam 29, su laparola.net..
32. ↑  Primo libro di Samuele,  1Sam 30, su laparola.net..
33. ↑  Secondo libro di Samuele,  2Sam 2,4, su laparola.net..
34. ↑  Secondo libro di Samuele,  2Sam 5,3, su laparola.net..
35. ↑  Secondo libro di Samuele,  2Sam 5,4-5, su laparola.net..
36. ↑  Secondo libro di Samuele,  2Sam 5,9, su laparola.net..
37. ↑  Secondo libro di Samuele,  2Sam 7,1-2, su laparola.net..
38. ↑  Secondo libro di Samuele,  2Sam 2,4-16, su laparola.net..
39. ↑  Secondo libro di Samuele,  2Sam 11,1-5, su laparola.net..
40. ↑  Secondo libro di Samuele,  2Sam 11,6-13, su laparola.net..
41. ↑  Secondo libro di Samuele,  2Sam 11,14-15, su laparola.net..
42. ↑  Secondo libro di Samuele,  2Sam 11,17, su laparola.net..
43. ↑  Secondo libro di Samuele,  2Sam 11,27, su laparola.net..
44. ↑  Secondo libro di Samuele,  2Sam 12,1-14, su laparola.net..
45. ↑  Secondo libro di Samuele,  2Sam 12,15-24, su laparola.net..
46. ↑  Secondo libro di Samuele,  2Sam 3,3, su laparola.net..
47. ↑  Secondo libro di Samuele,  2Sam 13, su laparola.net..
48. ↑  Secondo libro di Samuele,  2Sam 14,21-33, su laparola.net..
49. ↑  Secondo libro di Samuele,  2Sam 15,7-12, su laparola.net..
50. ↑  Secondo libro di Samuele,  2Sam 15,13-18, su laparola.net..
51. ↑  Secondo libro di Samuele,  2Sam 17,22, su laparola.net..
52. ↑  Secondo libro di Samuele,  2Sam 17,1-14, su laparola.net..
53. ↑  Secondo libro di Samuele,  2Sam 18,5, su laparola.net..
54. ↑  Secondo libro di Samuele,  2Sam 18,6-7, su laparola.net..
55. ↑  Secondo libro di Samuele,  2Sam 18,14-15, su laparola.net..
56. ↑  Secondo libro di Samuele,  2Sam 18,33, su laparola.net..
57. ↑   2Sam24 ; 1Cro21, su laparola.net..
58. ↑  Primo libro dei Re,  1Re 1,5-9, su laparola.net..
59. ↑  Primo libro dei Re,  1Re 1,15-30, su laparola.net..
60. ↑  Primo libro dei Re,  1Re 2,4, su laparola.net..
61. ↑  Primo libro dei Re,  1Re 2,5-6, su laparola.net..
62. ↑  Primo libro dei Re,  1Re 2,8, su laparola.net..
63. ↑  Primo libro dei Re,  1Re 2,7, su laparola.net..
64. ↑  Primo libro dei Re,  1Re 1,10-12, su laparola.net..
65. ↑  Primo libro delle Cronache,  1Cr 3,1-9, su laparola.net..
66. 1 2  Libri di Samuele,  2Sa 5,13, su laparola.net..
67. ↑  Primo libro delle Cronache,  1Cr 3,9, su laparola.net..
68. ↑  San Davide Re nel Martirologio Romano.